# Noční autobusové linky v Praze
Noční autobusová doprava v Praze byla zavedena 27. listopadu 1932, centrálu měla ve stanici Náměstí Republiky.

## Předválečná doba (1932–1938)
Noční autobusové linky zpočátku většinou využívaly tramvajových tras a zastávek.
Dne 27. listopadu 1932 vznikly 3 noční autobusové linky s abecedním označením od A do C: 
- A Náměstí Republiky – Můstek – Flora – Strašnice
- B Náměstí Republiky – Palmovka – Kolbenova továrna
- C Náměstí Republiky – Újezd – Anděl – Košíře, Zámečnice

Dne 1. května 1938 byly zavedeny další 2 noční linky:
- D Náměstí Republiky – Strossmayerovo náměstí – Vítězné náměstí – Bořislavka
- E Náměstí Republiky – Václavské náměstí – Tylovo náměstí – Pankrác

V říjnu roku 1938 s počátkem mobilizační přípravy na druhou světovou válku byly zrušeny všechny denní i noční autobusové linky.

## Poválečná doba (1945–1974)
Denní i noční linky, které byly před válkou zrušeny byly opět zavedeny roku 1945.
Na konci roku 1951 bylo v souvislosti se zavedením jednotného tarifu, zrušeno písmenné označení linek a nahrazeno trojmístnými čísly autobusových linek. Denní linky dostaly číselné označení 1xx, noční linky zase 2xx. Kromě nočních linek obsazovaly číselnou řadu 2xx také rychlíkové linky tzv. překryvné sítě a některé rekreační linky.Od 1. února 1971 byly noční linky označovány řadu 3xx, jejichž číslo v některých případech vycházelo z čísla denní linky (noční linka 307 odvozena od linky 107 a 317 od 117). Od 9. května 1974 byly noční linky označeny řadou 5xx, z toho 6 celonočních a 2 polonoční, zůstala neobsazená čísla 505, 507 a 511.

### 201
| Číslo linky | Datum          | Trasa |
| ----------- | -------------- | --- |
| 201         | 31. ledna 1959 | zavedena v trase Václavské náměstí – Tylovo náměstí – Náměstí Míru – Ruská třída – Stalingradská (Tolstého) – Zdravotní ústav (Volyňská) – Průběžná |
| 201         | 4. května 1966 | byla zrušena. |

### 202
| Číslo linky | Datum          | Trasa |
| ----------- | -------------- | --- |
| 202         | 31. ledna 1959 | zavedena v trase Václavské náměstí – Můstek – Náměstí Republiky – Letenské náměstí – Náměstí Svobody – Náměstí Interbrigády – Dejvice, hotel Internationál (Čínská) |
| 202         | 4. května 1966 | byla zrušena. |

### 301
| Číslo linky | Datum          | Trasa |
| ----------- | -------------- | --- |
| 301         | 1. února 1971  | zavedena v trase Koh-i-noor – Svahová – Bohdalec – Chodovská – Záběhlice – U lípy – Pod vinicí – V korytech – Záběhlická škola – Na Groši – Hostivařské náměstí – Náměstí J. Marata (Hostivařská) – Hornoměcholupská (K Lesoparku) – Řepčická – Sídliště Hornoměcholupská (Gercenova) |
| 301         | 9. května 1974 | Přečíslena na linku 512 v rámci přečíslování nočních linek z číselné rady 3xx na číselnou řadu 5xx. |

od konce 50. let 20. století noční autobusové linky, zavedené v podobných trasách jako předválečné noční linky A a B (A a D), částečně v souběhu s tramvajemi. Pro malé vytížení byly obě zrušeny v roce 1966.

### 307
| Číslo linky | Datum           | Trasa |
| ----------- | --------------- | --- |
| 307         | 15. května 1972 | Linka zavedena v trase: Suchdol – Vysoká škola zemědělská (dnes Zemědělská univerzita) – Kamýcká – Mrazírny – Podbaba, Hotel International (dnes Čínská) |
| 307         | 9. května 1974  | Přečíslena na linku 502 v rámci přečíslování nočních linek z číselné rady 3xx na číselnou řadu 5xx.                                                      |

### 310
| Číslo linky | Datum          | Trasa |
| ----------- | -------------- | --- |
| 310         | 4. června 1973 | Linka zavedena pod označením 310 v trase: KBELY, KULTURNÍ DŮM – Satalice – Lipnická – Černý Most – Hejtmanská – Markovská – Kyje – Jiráskova čtvrť – Laktos – Jahodnice – Lomnická – U váhy – DOLNÍ POČERNICE |
| 310         | 9. května 1974 | Přečíslena na linku 503 v rámci přečíslování nočních linek z číselné rady 3xx na číselnou řadu 5xx. |

### 317
| Číslo linky | Datum          | Trasa                                                                                           |
| ----------- | -------------- | ----------------------------------------------------------------------------------------------- |
| 317         | 1. února 1971  | Nádraží Braník – Tylovo náměstí (Obchodní náměstí) – Modřany – Komořany v provozu do 1:30 hodin |
| 317         | 9. května 1974 | zrušena a všechny spoje převedeny na linku 117                                                  |

### 337
| Číslo linky | Datum          | Trasa |
| ----------- | -------------- | --- |
| 337         | 1. února 1971  | Linka zavedena pod označením 337 v trase: SMÍCHOV, ANDĚL - Ženské domovy (Z) - Santoška - Václavka - Malvazinky - Urbanova - Farkáň - Motorlet - Hutmanka - Vidoule - JINONICE |
| 337         | 9. května 1974 | Přečíslena na linku 508 v rámci přečíslování nočních linek z číselné rady 3xx na číselnou řadu 5xx.                                                                            |

### 244 / 344
| Číslo linky | Datum          | Trasa |
| ----------- | -------------- | --- |
| 244         | 3. června 1967 | Linka zavedena pod označením 244 v trase: Václavské náměstí – Nusle, Náměstí Bratří Synků – Mládežnická (dnes Pankrác) – Budějovické náměstí |
| 344         | 1. února 1971  | linka 244 přečíslovaná na linku 344 |
| 344         | 9. května 1974 | Přečíslena na linku 504 v rámci přečíslování nočních linek z číselné rady 3xx na číselnou řadu 5xx.                                          |

### 257 / 357
| Číslo linky | Datum             | Trasa                                                                                               |
| ----------- | ----------------- | --------------------------------------------------------------------------------------------------- |
| 257         | 20. dubna 1970    | Linka zavedena pod označením 257 v trase: VYCHOVATELNA – Prosek                                     |
| 357         | 1. února 1971     | linka 257 přečíslovaná na linku 357                                                                 |
| 357         | 31. prosince 1971 | prodloužena do trasy: VYCHOVATELNA – Prosek – Garáže Klíčov – Letňany – NÁDRAŽÍ ČAKOVICE.           |
| 357         | 9. května 1974    | Přečíslena na linku 509 v rámci přečíslování nočních linek z číselné rady 3xx na číselnou řadu 5xx. |

### 378
| Číslo linky | Datum          | Trasa |
| ----------- | -------------- | --- |
| 378         | 17. února 1972 | zavedena v trase Chodov – Spořilov – V Zápolí – Na rolích – Budějovické náměstí, přebírá polonoční spoje linky 121 |
| 378         | 9. května 1974 | je linka zrušena                                                                                                   |

### 381
| Číslo linky | Datum          | Trasa |
| ----------- | -------------- | --- |
| 381         | 16. října 1972 | Linka zavedena pod označením 381 v trase: SÍDLIŠTĚ ĎÁBLICE – Nadsídlištní – Liberecká – Sídliště Prosek – Prosek – Nad Jetelkou – Náměstí Lidových milicí – Nádraží Vysočany – VYSOČANY, OÚNZ                                                                  |
| 381         | 9. května 1974 | Přečíslena na linku 506 v rámci přečíslování nočních linek z číselné rady 3xx na číselnou řadu 5xx. Trasa: SÍDLIŠTĚ ĎÁBLICE – Nadsídlištní – Liberecká – Sídliště Prosek – Prosek – Nad Jetelkou – Náměstí Lidových milicí – Nádraží Vysočany – VYSOČANY, OÚNZ |

## Městské linky

### 501 / 901
| Číslo linky | Datum              | Trasa |
| ----------- | ------------------ | --- |
| 501         | 9. května 1974     | Linka zavedena v trase: NUSLE, NÁM. BRATŘÍ SYNKŮ – Nuselská radnice – Palouček – Mládežnická (dnes Pankrác) – Zelená Liška – Budějovická – Lísek – V podzámčí – Michelský les – Nemocnice Krč – Zálesí – Novodvorská – Výzkumný ústav A. S. Popova (dnes Jílovská) – Zatáčka – Vinutá (dnes Psohlavců) – Nádraží Braník |
| 501         | 2. ledna 1978      | Změna trasy: NUSLE, NÁM. BRATŘÍ SYNKŮ – Nuselská radnice – Palouček – Mládežnická (dnes Pankrác) – Zelená Liška – Budějovická – Lísek – V podzámčí – Nemocnice Krč – Zálesí – Novodvorská – Výzkumný ústav A. S. Popova – Zatáčka – Vinutá – Na lysinách – Černý kůň – Nádraží Braník |
| 501         | 1982               | Změna trasy: NUSLE, NÁM. BRATŘÍ SYNKŮ – Nuselská radnice – Palouček – Mládežnická – Krčský hřbitov – Na strži – Krčská – Budějovická – Na rolích – Na návrší – Kačerov – V podzámčí – Michelský les – Nemocnice Krč – Zálesí – Sídliště Krč – Tempo – Přírodní – Pavlíkova – SÍDLIŠTĚ LIBUŠ |
| 501         | 3. listopadu 1985  | Linka zrušena. |
| 501         | 1. září 1988       | Linka zavedena v trase: SMÍCHOVSKÉ NÁDRAŽÍ – Lihovar – Terasy – GEOLOGICKÁ |
| 501         | 4. září 1989       | Prodloužena v trase: SMÍCHOVSKÉ NÁDRAŽÍ – Lihovar – Terasy – Geologická – Chaplinovo náměstí – SÍDLIŠTĚ BARRANDOV |
| 501         | 1. září 2001       | Změna trasy: SMÍCHOVSKÉ NÁDRAŽÍ – Lihovar – Terasy – Geologická – Chaplinovo náměstí – Sídliště Barrandov – PRAŽSKÁ ČTVRŤ |
| 501         | 29. listopadu 2003 | Linka zrušena. |
| 501         | 7. března 2005     | Linka obnovena v trase: JINONICE – Vidoule – Hutmanka – U Waltrovky – Farkáň – Urbanova – Malvazinky – Václavka – Santoška – Ženské domovy (T) – Anděl – NA KNÍŽECÍ. V této trase nahradila 508, která se vydala na Jinonice a dál přes Radlickou. |
| 501         | 30. srpna 2008     | Změna trasy: JINONICE – Vidoule – Hutmanka – U Waltrovky – Farkáň – Urbanova – Malvazinky – Václavka – Santoška – Ženské domovy (T) – Anděl – Na Knížecí – Smíchovské nádraží – Lihovar – Přístaviště – U Staré pošty – Branické náměstí – Ve Studeném – Vrbova (Z) – Jílovská – Sídliště Novodvorská – Novodvorská – Lhotka – SÍDLIŠTĚ LHOTKA |
| 901         | 29. dubna 2017     | Linka přečíslována z důvodu uvolnění číselné řady 5xx spolu se školními linkami pro budoucí meziměstské linky. Změna trasy: trasa je zkrácena z Jinonic a Malvazinek na Anděl, z druhé strany již nezajíždí do bývalé konečné Sídliště Lhotka, ale za zastávkou Novodvorská pokračuje dál přes Zálesí, IKEM, Kunratice, Hrnčíře, Šeberov, Opatov, sídliště Košík, OC Hostivař, Centrum Zahradní Město a Strašnickou do Skalky. Díky tomu uvolňuje úsek Jinonice – Malvazinky – Anděl pro novou linku 908, posiluje oblast kolem Krče a Libuše, uvádí linku 956 do rychlejší trasy, protože ta již nemusí zajíždět do Kunratic, ale pokračuje přímo pres Betáň, poprvé jako noční linka obsluhuje Hrnčíře a Šeberov a v úseku Opatov – Skalka posiluje i nově prodlouženou 906. Ve směru Anděl navíc zajíždí do ulice Na Jelenách do zastávky U Dálnice kvůli návaznosti na linku 911. Trasa: ANDĚL – Na Knížecí – Smíchovské nádraží – Lihovar – Přístaviště – U Staré pošty – Branické náměstí – Ve Studeném – Vrbova (Z) – Jílovská – Sídliště Novodvorská – Novodvorská – Sulická – Zálesí – Klárův ústav – Ústav mateřství – IKEM – Zelené Domky – U Tří svatých – Kunratická škola – Šeberák – Hrnčířský hřbitov – Pod Vsí – V Ladech – Šeberov – U Dálnice (Z) – OPATOV – Litochlebské náměstí – Donovalská – Přeštická – Na Košíku – Toulcův dvůr – Selská – Hostivařské náměstí – Práčská – Topolová – Centrum Zahradní Město – Hlohová – Poliklinika Zahradní Město – Jesenická (Z) – Želivecká – Korytná – Nádraží Strašnice – Strašnická – Štěchovická – V Rybníčkách – SKALKA |
|             | 15. ledna 2018     | zrušeno zajíždění do zastávky U Dálnice |

### 502 / 902
| Číslo linky | Datum             | Trasa |
| ----------- | ----------------- | --- |
| 502         | 15. května 1972   | Linka zavedena pod označením 307 v trase: Suchdol – Vysoká škola zemědělská (dnes Zemědělská univerzita) – Kamýcká – Mrazírny – Podbaba, Hotel International (dnes Čínská) |
| 502         | 9. května 1974    | Linka vzniká přečíslováním linky 307 v rámci přečíslování nočních linek z číselné rady 3xx na číselnou řadu 5xx v trase: Suchdol – Suchdol, MNV – Vysoká škola zemědělská (dnes Zemědělská univerzita) – Kamýcká – Mrazírny – Rozcestí – V Podbabě – Hydrologický ústav – Garáže Dejvice – Podbaba, Hotel International (dnes Čínská) |
| 502         | 13. srpna 1978    | prodloužena do trasy: Suchdol – Suchdol, MNV – Vysoká škola zemědělská – Kamýcká – Mrazírny – Rozcestí – V Podbabě – Hydrologický ústav – Garáže Dejvice – Podbaba, Hotel International – Lotyšská – Leninova – Prašný most |
| 502         | 7. února 1979     | jeden spoj ve směru od Suchdola zajíždět do zastávky Odstavná plocha Suchdol |
| 502         | 1. července 1981  | Linka vedena v trase: SUCHDOL – Vysoká škola zemědělská – Kamýcká – Odstavná plocha Suchdol (T) – Mrazírny – Rozcestí – V Podbabě – Hydrologický ústav – Garáže Dejvice – Podbaba, Hotel International – Lotyšská – Vítězné náměstí – HRADČANSKÁ |
| 502         | 1. srpna 1996     | Změna trasy: SUCHDOL – Vysoká škola zemědělská – Kamýcká – V Sedlci – Roztocká – V Podbabě – Hydrologický ústav – Garáže Dejvice – Podbaba – Lotyšská – Vítězné náměstí – HRADČANSKÁ |
| 502         | 30. srpna 1997    | se mění název zastávky Vysoká škola zemědělská na Zemědělská univerzita |
| 502         | 1. září 2001      | Změna trasy: SUCHDOL – Zemědělská univerzita – Kamýcká – Odstavná plocha Suchdol – V Sedlci – Roztocká – V Podbabě – Hydrologický ústav – Garáže Dejvice – Podbaba – Lotyšská – VÍTĚZNÉ NÁMĚSTÍ |
| 502         | 2. října 2004     | Změna trasy: SUCHDOL – Zemědělská univerzita – Kamýcká – V Sedlci – Roztocká – V Podbabě – Hydrologický ústav – Garáže Dejvice – Podbaba – Lotyšská – VÍTĚZNÉ NÁMĚSTÍ |
| 502         | 30. srpna 2008    | Linka prodloužena do trasy: SUCHDOL – Zemědělská univerzita – Kamýcká – V Sedlci – Roztocká – V Podbabě – Hydrologický ústav – Ve Struhách – Podbaba – Lotyšská – Vítězné náměstí – Vozovna Střešovice – Na Petynce – Kajetánka – Břevnovská – Vypich – Šafránecká – Nemocnice Motol – Motol – K Vidouli – Bucharova – Nárožní – Nová Kolonie – Mládí – Kovářova – SÍDLIŠTĚ STODŮLKY |
| 502         | 12. prosince 2010 | Linka prodloužena do trasy: SUCHDOL – Zemědělská univerzita – Kamýcká – V Sedlci – Roztocká – V Podbabě – Hydrologický ústav – Ve Struhách – Podbaba – Lotyšská – Vítězné náměstí – Vozovna Střešovice – Na Petynce – Kajetánka – Břevnovská – Vypich – Šafránecká – Nemocnice Motol – Motol – Šafránkova – Bucharova – Nárožní – Nová Kolonie – Mládí – Kovářova – Luka – Amforová – Raichlova – Slatinová – Náměstí U Lva – ŘEPORYJSKÉ NÁMĚSTÍ Linka tak lépe obsluhuje Luka a získává lepší návaznost na 508 a nově i dosud neobsloužené Řeporyje. |
| 502         | 1. září 2011      | se mění název zastávky Ve Struhách na Podbaba a Podbaba na Čínská |
| 902         | 29. dubna 2017    | Linka přečíslována z důvodu uvolnění číselné řady 5xx spolu se školními linkami pro budoucí meziměstské linky. |
| 902         | 8. října 2017     | Linka změněna a prodloužena do trasy: LYSOLAJE – Pod Hájem – V Podbabě – Hydrologický ústav – Nádraží Podbaba – Činská – Lotyšská – Vítězné náměstí – Vozovna Střešovice – Kajetánka – Břevnovská – Vypich – Šafránecká – Nemocnice Motol – Motol – Šafránkova – Bucharova – Nárožní – Nová Kolonie – Mládí – Kovářova-KD Mlejn – Luka – Amforová – Raichlova – Slatinová – Náměstí U Lva – ŘEPORYJSKÉ NÁMĚSTÍ – K Třebonicům – TŘEBONICE |

### 503 / 903
| Číslo linky | Datum              | Trasa |
| ----------- | ------------------ | --- |
| 503         | 4. června 1973     | Linka zavedena pod označením 310 v trase: KBELY, KULTURNÍ DŮM – Satalice – Lipnická – Černý Most – Hejtmanská – Markovská – Kyje – Jiráskova čtvrť – Laktos – Jahodnice – Lomnická – U váhy – DOLNÍ POČERNICE |
| 503         | 9. května 1974     | Linka vzniká přečíslováním linky 310 v rámci přečíslování nočních linek z číselné rady 3xx na číselnou řadu 5xx v trase: KBELY, KULTURNÍ DŮM – Satalice – Lipnická – Černý Most – Hejtmanská – Markovská – Kyje – Jiráskova čtvrť – Laktos – Jahodnice – Lomnická – U váhy – DOLNÍ POČERNICE |
| 503         | 18. dubna 1983     | Linka vedena v trase: ČERNÝ MOST – Hejtmanská – Markovská – Kyje – Jiráskova čtvrť – Laktos – Jahodnice – Lomnická – U váhy – Dolní Počernice (Z) – Nádraží Běchovice – Běchovice – Na Vaňhově – Blatov – Újezd nad Lesy – Sudějovická – Zbyslavská – ROHOŽNICKÁ |
| 503         | 11. června 1986    | prodloužena o úsek Rohožnická – Sídliště Rohožník |
| 503         | 3. ledna 1995      | Změna trasy: LEHOVEC – Hejtmanská – Bouřilova – Sídliště Černý Most – Poliklinika Černý Most – Kapitána Stránského – Markovská – Kyje – Jiráskova čtvrť – Laktos – Jahodnice – Lomnická – U váhy – Dolní Počernice – Nádraží Běchovice – Běchovice – Na Vaňhově – Blatov – Újezd nad Lesy – Sudějovická – Zbyslavská – Rohožnická – SÍDLIŠTĚ ROHOŽNÍK |
| 503         | 8. října 1997      | je vedena v rámci výluky z důvodu výstavby kanalizace v Českobrodské ulici mezi ulicí Národních hrdinů a obratištěm Dolní Počernice v trase Lehovec – Hejtmanská – Bouřilova – Sídliště Černý Most – Poliklinika Černý Most – Kapitána Stránského – Markovská – Kyje – Jiráskova čtvrť – Laktos – Jahodnice – Lomnická (T) – Hostavice (Z) – U váhy – Dolní Počernice                                                                                          |
| 503         | 15. listopadu 1997 | navrácena do původní trasy LEHOVEC – Hejtmanská – Bouřilova – Sídliště Černý Most – Poliklinika Černý Most – Kapitána Stránského – Markovská – Kyje – Jiráskova čtvrť – Laktos – Jahodnice – Lomnická – U váhy – Dolní Počernice – Nádraží Běchovice – Běchovice – Na Vaňhově – Blatov – Újezd nad Lesy – Sudějovická – Zbyslavská – Rohožnická – SÍDLIŠTĚ ROHOŽNÍK                                                                                            |
| 503         | 9. listopadu 1998  | přejmenovány zastávky Bouřilova (zastávka ve směru Ronešova zrušena) a Hejtmanská (zastávka ve směru Lehovec zrušena) na Rajská Zahrada, Sídliště Černý Most na Ronešova a Poliklinika Černý Most na Breicetlova, zřízena zastávka Poliklinika Černý Most |
| 503         | 10. dubna 1999     | Změna trasy: LEHOVEC – Rajská Zahrada – Ronešova – Poliklinika Černý Most – Breicetlova – Kapitána Stránského – Vajgarská – Kyje – Jiráskova čtvrť – Laktos – Jahodnice – Lomnická – U váhy – Dolní Počernice – Nádraží Běchovice – Běchovice – Na Vaňhově – Blatov – Újezd nad Lesy – Sudějovická – Zbyslavská – Rohožnická – SÍDLIŠTĚ ROHOŽNÍK |
| 503         | 10. června 2001    | se mění název zastávky Laktos na Sídliště Jahodnice |
| 503         | 1. září 2001       | Změna trasy: LEHOVEC – Rajská Zahrada – Ronešova – Poliklinika Černý Most – Breicetlova – Kapitána Stránského – Vajgarská – Kyje – Jiráskova čtvrť – Sídliště Jahodnice – Jahodnice – Lomnická – U váhy – Dolní Počernice – Nádraží Běchovice – Běchovice – Na Vaňhově – Blatov – Újezd nad Lesy – Sudějovická – Zbyslavská – Rohožnická – SÍDLIŠTĚ ROHOŽNÍK                                                                                                   |
| 503         | 30. srpna 2008     | Změna trasy: je linka odkloněna namísto Lehovce, kde již dostačuje nově posílená linka 512, na Palmovku Trasa: PALMOVKA – Balabenka – Novovysočanská – Balkán – Spojovací – Pod Táborem – Kolonie – Za Horou – Pávovské náměstí – Jiráskova čtvrť – Kyjský hřbitov – Kyje – Jahodnice – Lomnická – U váhy – Dolní Počernice – Nádraží Běchovice – Běchovice – Na Vaňhově – Blatov – Újezd nad Lesy – Sudějovická – Zbyslavská – Rohožnická – SÍDLIŠTĚ ROHOŽNÍK |
| 503         | 1. července 2009   | Zastávka U Váhy přejmenována na Nádraží Dolní Počernice. |
| 903         | 29. dubna 2017     | Linka přečíslována z důvodu uvolnění číselné řady 5xx spolu se školními linkami pro budoucí meziměstské linky. |
| 903         | 8. října 2017      | Změna trasy: linka je vedena v trase CHAPLINOVO NÁMĚSTÍ – Poliklinika Barrandov – Štěpařská – Nový Slivenec – V Remízku (T) – Smaragdová (T) – Návětrná (T) – Opálová (Z) – K Holyni – Slivenec – Lochkov – Cementárna Radotín – V Sudech – Safírová – Prvomájová – Nádraží Radotín – Otínská – Na Viničkách (T) – SÍDLIŠTĚ RADOTÍN |
| 903         | 29. června 2019    | linka kvůli velmi nízkému využití zrušena |
| 903         | 1. ledna 2020      | obnovena v trase: PALMOVKA – Novovysočanská – Spojovací – Sídliště Malešice – Černokostelecká – Štěrboholy – Dolní Měcholupy – Uhříněves – Netluky – Hájek – KRÁLOVICE (v provozu 2 páry spojů celotýdenně v intervalu 120 minut). |
| 903         | 28. srpna 2021     | se mění název zastávky Černokostelecká na Nové Strašnice |
| 903         | 1. září 2022       | zřízena zastávka Botanická zahrada Malešice |

### 504 / 904
| Číslo linky | Datum             | Trasa |
| ----------- | ----------------- | --- |
| 504         | 3. června 1967    | Linka zavedena pod označením 244 v trase: Václavské náměstí – Nusle, Náměstí Bratří Synků – Mládežnická (dnes Pankrác) – Budějovické náměstí |
| 504         | 1. února 1971     | linka 244 přečíslovaná na linku 344. |
| 504         | 9. května 1974    | Linka vzniká přečíslováním linky 344 v rámci přečíslování nočních linek z číselné rady 3xx na číselnou řadu 5xx v trase: Nusle, Náměstí Bratří Synků – Pražského povstání – Mládežnická – Zelená liška – Budějovická – Na rolích – Na návrší – Kačerov – V podzámčí – Michelský les – Nemocnice Krč – Zálesí – Sídliště Krč – Tempo |
| 504         | 7. února 1979     | prodloužena do trasy Nusle, Náměstí Bratří Synků – Pražského povstání – Mládežnická – Zelená liška – Budějovická – Na rolích – Na návrší – Kačerov – V podzámčí – Michelský les – Nemocnice Krč – Zálesí – Sulická – Tempo – Novodvorská – SÍDLIŠTĚ LHOTKA |
| 504         | 1982              | jezdí v trase ŽIŽKOV, OHRADA – Černínova – Tachovské náměstí – U památníku – Hlavní nádraží – Muzeum (T) – I.P.Pavlova – Palác kultury – Pražského povstání – Mládežnická – Zelená liška – Budějovická – Lísek – V podzámčí – Michelský les – Nemocnice Krč – Zálesí – Sulická – Novodvorská – Sídliště Lhotka – Nad rozvodnou – Rozvodna – Ke schodům – MODŘANY, TYRŠOVA ČTVRŤ |
| 504         | 3. listopadu 1985 | jezdí v trase OHRADA – Černínova – Tachovské náměstí – U památníku – Hlavní nádraží – Muzeum (T) – I.P.Pavlova – Palác kultury – Pražského povstání – Mládežnická – Na Strži – Krčská – Budějovická – Lísek – Michelský les – Nemocnice Krč – Zálesí – Sulická – Novodvorská – Čechtická – Nové Dvory – Sídliště Libuš – Modřany, otočky – Sídliště Modřany – Družná – Rozvodna – Nad Rozvodnou – SÍDLIŠTĚ LHOTKA. |
| 504         | 21. února 1990    | se mění název zastávky Mládežnická na Pankrác |
| 504         | 26. května 1995   | jezdí v trase OHRADA – Černínova – Tachovské náměstí – U památníku – Hlavní nádraží – Muzeum (T) – I.P.Pavlova – Palác kultury – Pražského povstání – Pankrác – Na Strži – Krčská – Budějovická – Lísek – Michelský les – Nemocnice Krč – Zálesí – Sulická – Tempo – Nové dvory – Novodvorská – Sídliště Libuš – Sídliště Lhotka – Labe – Poliklinika Modřany – NA BERÁNKU. |
| 504         | červen 1997       | jezdí v trase OHRADA – Černínova – Tachovské náměstí – U památníku – Hlavní nádraží – Muzeum (T) – I.P.Pavlova – Palác kultury – Pražského povstání – Pankrác – Na Strži – Krčská – Budějovická – Lísek – Michelský les – Nemocnice Krč – Zálesí – Sulická – Tempo – Nové Dvory – Novodvorská – Sídliště Lhotka – Labe – Poliklinika Modřany – NA BERÁNKU |
| 504         | 4. října 1997     | se mění název zastávky Palác kultury na Vyšehrad |
| 504         | 1. června 1999    | se mění název zastávky Nové dvory (v ulici Novodvorské - směr Tempo) na Chýnovská |
| 504         | 2. září 2002      | V jezdí v trase OHRADA – Tachovské náměstí – U památníku – Hlavní nádraží – Muzeum (T) – I.P.Pavlova – Vyšehrad – Pražského povstání – Pankrác – Na Strži – Krčská – Budějovická – Lísek – Michelský les – Nemocnice Krč – Zálesí – Sulická – Tempo – Nové dvory (T) – Chýnovská (Z) – SÍDLIŠTĚ PÍSNICE. |
| 504         | 30. srpna 2008    | je linka odkloněna. Trasa: FLORENC – Bílá Labuť – Masarykovo nádraží – Hlavní nádraží – Muzeum (T) – I.P.Pavlova – Vyšehrad – Pražského povstání – Pankrác – Na Strži – Krčská – Budějovická – Lísek – Michelský les – Nemocnice Krč – Zálesí – Sulická – Tempo – Nové dvory (T) – Chýnovská (Z) – SÍDLIŠTĚ PÍSNICE. |
| 504         | 12. prosince 2010 | je linka změněna. Trasa: FLORENC – Bílá Labuť – Masarykovo nádraží – Hlavní nádraží – Muzeum (T) – I.P.Pavlova – Vyšehrad – Pražského povstání – Pankrác – Na Strži – Ryšánka – Antala Staška – Poliklinka Budějovická – Lísek – Michelský les – Nemocnice Krč – Zálesí – Sulická – Tempo – Nové dvory (T) – Chýnovská (Z) – SÍDLIŠTĚ PÍSNICE. Jedná se o snahu o lepší obsluhu sídliště Antala Staška. |
| 504         | 29. června 2013   | v úseku Pražského povstání – Sídliště Pankrác vedena přes Kavčí hory, nově nasazeny kloubové vozy. |
| 504         | 30. srpna 2015    | je linka sloučena s 508, která je zrušena. Trasa: SÍDLIŠTĚ PÍSNICE – Nové dvory (Z) – Chýnovská (T) – Tempo – Michelský les – Nemocnice Krč – Lísek – Poliklinika Budějovická – Antala Staška – Ryšánka – Na Strži – Kavčí Hory – Pražského povstání – I.P. Pavlova – Karlovo náměstí (T) – Palackého náměstí (T) – Stěpánská (Z) – Jiráskovo náměstí – Na Knížecí (Z) – Anděl – Křížová (Z) – Laurová – Škola Radlice – Radlická – Jinonice – Sídliště Jinonice – Stará Stodůlecká – Nové Butovice – Nušlova – Bucharova – Hůrka – Malá Ohrada – Píškova – Červeňanského – Ohradské náměstí – Velká Ohrada – Červeňanského – Píškova – Amforová – Luka – SÍDLIŠTĚ STODŮLKY. |
| 504         | 28. ledna 2017    | zřízena zastávka U Trezorky |
| 904         | 29. dubna 2017    | je linka 504 přečíslována na 904, z důvodu uvolnění číselné řady 5xx spolu se školními linkami pro budoucí meziměstské linky. |
| 904         | 8. října 2017     | ve směru Sídliště Písnice jede linka nově po trase Anděl (v zastávce TRAM 98 a 99 v Plzeňské ulici) – Zborovská (v zastávce TRAM 94 v Lidické ulici) – Jiráskovo náměstí (v zastávce TRAM 5 a 17 na Masarykově nábřeží) – Myslíkova (v zastávce TRAM 5) – Štěpánská – I. P. Pavlova, ve směru Sídliště Stodůlky jede linka nově po trase I. P. Pavlova – Ve Smečkách (nová zastávka v Žitné ulici) – Karlovo náměstí (v zastávce BUS 148, 176 a 910 na Karlově náměstí) – Palackého náměstí (v zastávce TRAM a BUS před výjezdem na nábřeží) – Zborovská (v zastávce TRAM 94 v Lidické ulici) – Anděl (v zastávce TRAM 98 a 99 v Plzeňské ulici)                             |

### 505 / 905
| Číslo linky | Datum             | Trasa |
| ----------- | ----------------- | --- |
| 505         | 10. dubna 1975    | linka zavedena v trase: SÍDLIŠTĚ BOHNICE – U mateřské školy – Ústav – Ubikace – Podhajská pole – Pískovna – Písečná – Kobyliské náměstí – KOBYLISY, KE STÍRCE |
| 505         | 4. listopadu 1984 | jezdila v trase SÍDLIŠTĚ ČIMICE – Čimice – Fořtova (T) – Libeňská (Z) – Lodžská – Odra – Zhořelecká – Krakov – Dunajecká – Pískovna – Písečná – Ke Stírce – Okrouhlická – Jankovcova – Vltavská – Nádraží Střed – Hlavní nádraží – Muzeum (T) – I.P.Pavlova – Palác kultury – Pražského povstání – Mládežnická – Budějovická – Na Rolích – Spořilov – Hlavní (Z) – Lešanská (T) – Na Pahorku – Dědinova – Budovatelů – Na Jelenách – Družby – Bachova – Mikulova – Protivova – Modrá Škola – Kosmonautů – Horčičkova – Newtonova – Edisonova – Sídliště Petrovice – Rezlerova – Lessnerova – Nové Petrovice – Livornská – Stadická – Na Vartě – Sídliště Horní Měcholupy – Řepčická – Taškent – NÁDRAŽÍ HOSTIVAŘ |
| 505         | 21. února 1990    | se mění název zastávek Mládežnická na Pankrác, Budovatelů na Chodov, Družby na Opatov, Kosmonautů na Háje, Nádraží Střed na Masarykovo nádraží a Lodžská na Katovická |
| 505         | listopad 1993     | jezdila v trase SÍDLIŠTĚ ČIMICE – Čimice – Fořtova (T) – Libeňská (Z) – Katovická – Odra – Zhořelecká – Krakov – Dunajecká – Pískovna – Písečná – Ke Stírce – Okrouhlická – Jankovcova – Vltavská – Masarykovo nádraží – Hlavní nádraží – Muzeum (T) – I.P.Pavlova – Palác kultury – Pražského povstání – Pankrác – Budějovická – Na Rolích – Spořilov – Hlavní (Z) – Lešanská (T) – Na Pahorku – Dědinova – Chodov – Na Jelenách – Opatov – Bachova – Mikulova – Protivova – Modrá Škola – Háje – Horčičkova – Jakobiho – Sídliště Petrovice – Rezlerova – Lessnerova – Nové Petrovice – Livornská – Bolevecká – Na Vartě – Sídliště Horní Měcholupy – Řepčická – Gercenova – NÁDRAŽÍ HOSTIVAŘ                  |
| 505         | 3. ledna 1995     | se mění název zastávky Protivova na Hněvkovského |
| 505         | 4. října 1997     | se mění název zastávky Palác kultury na Vyšehrad |
| 505         | 1. září 2001      | jezdí v trase SÍDLIŠTĚ ČIMICE – Čimice – Fořtova (T) – Libeňská (Z) – Katovická – Odra – Zhořelecká – Krakov – Dunajecká – Pískovna – Písečná – Ke Stírce – Okrouhlická – Jankovcova – Vltavská – Masarykovo nádraží – Hlavní nádraží – Muzeum (T) – I. P. Pavlova – Vyšehrad – Pražského povstání – Pankrác – Budějovická – Na Rolích – Spořilov – Hlavní (Z) – Lešanská (T) – Na Pahorku – Dědinova – Benkova – Brodského – Donovalská – Šperlova – Brechtova – Modrá Škola – Háje – JIŽNÍ MĚSTO |
| 505         | 1. července 2004  | zřízeny zastávky Řepínská, Na Pazderce (Na znamení a pouze ve směru Jižní Město) a Služská |
| 505         | 2. října 2004     | nově zajíždí do zastávky Sídliště Bohnice Trasa: SÍDLIŠTĚ ČIMICE – Čimice – Fořtova (T) – Libeňská (Z) – Katovická – Odra – Sídliště Bohnice – Zhořelecká – Krakov – Dunajecká – Pískovna – Písečná – Kobylisy – Okrouhlická – Jankovcova – Vltavská – Masarykovo nádraží – Hlavní nádraží – Muzeum (T) – I. P. Pavlova – Vyšehrad – Pražského povstání – Pankrác – Budějovická – Na Rolích – Spořilov – Hlavní (Z) – Lešanská (T) – Na Pahorku – Dědinova – Benkova – Brodského – Donovalská – Šperlova – Brechtova – Modrá Škola – Háje – JIŽNÍ MĚSTO |
| 505         | 26. říjen 2004    | se mění název zastávky Ke Stírce na Kobylisy |
| 505         | 1. září 2005      | se mění název zastávky Pískovna na Čimický háj |
| 505         | 29. dubna 2006    | je zřízena zastávka Na Pazderce ve směru z centra |
| 505         | 9. května 2008    | se mění název zastávky Fořtova na Libeňská |
| 505         | 30. srpna 2008    | jezdí linka ze Šperlovy na Chodovec namísto zastávek Donovalská, Brodského a Benkova, přes zastávky Mokrá a Chodovská tvrz. Trasa: SÍDLIŠTĚ ČIMICE – Čimice – Libeňská – Řepínská – Katovická – Odra – Sídliště Bohnice – Zhořelecká – Krakov – Na Pazderce – Dunajecká – Čimický háj – Písečná – Služská – Kobylisy – Okrouhlická – Jankovcova – Vltavská – Masarykovo nádraží – Hlavní nádraží – Muzeum (T) – I. P. Pavlova – Vyšehrad – Pražského povstání – Pankrác – Budějovická – Na Rolích – Spořilov – Hlavní (Z) – Lešanská (T) – Na Pahorku – Chodovec – Chodovská tvrz – Mokrá – Šperlova – Brechtova – Modrá Škola – Háje – JIŽNÍ MĚSTO                                                              |
| 505         | 1. července 2010  | se mění název zastávek Na Pahorku (směr Jižní město) na Nad Pahorkem a Na Pahorku (směr Sídliště Čimice) na Choceradská. |
| 505         | 29. června 2013   | je zřízena zastávka Brumlovka |
| 905         | 29. dubna 2017    | je linka 505 přečíslována na 905, z důvodu uvolnění číselné řady 5xx spolu se školními linkami pro budoucí meziměstské linky |
| 905         | 5. června 2021    | je zřízena zastávka Kotorská |
| 905         | 28. srpna 2021    | zřizuje se zastávka Muzeum ve směru Sídliště Čimice |

### 506 / 906
| Číslo linky | Datum              | Trasa |
| ----------- | ------------------ | --- |
| 506         | 1. února 1971      | Linka zavedena pod označením 381 v trase: SÍDLIŠTĚ ĎÁBLICE – Nadsídlištní – Liberecká – Sídliště Prosek – Prosek – Nad Jetelkou – Náměstí Lidových milicí – Nádraží Vysočany (T) – VYSOČANY, OÚNZ |
| 506         | 9. května 1974     | Linka vzniká přečíslováním linky 381 v rámci přečíslování nočních linek z číselné rady 3xx na číselnou řadu 5xx. Trasa: SÍDLIŠTĚ ĎÁBLICE – Nadsídlištní – Liberecká – Sídliště Prosek – Prosek – Nad Jetelkou – Náměstí Lidových milicí – Nádraží Vysočany (T) – VYSOČANY, OÚNZ |
| 506         | 1982               | KBELY, PAL – Hůlkova – Důstojnické domy – U vodojemu – Čakovická – ČSAD Klíčov – Prosek – Nad Jetelkou – Náměstí Lidových milicí – Nádraží Vysočany (T) – VYSOČANY, OÚNZ |
| 506         | 3. listopadu 1985  | jezdí v trase KBELY, JILEMNICKÁ – Kbely – PAL – Hůlkova – Důstojnické domy – U vodojemu – Čakovická – ČSAD Klíčov – Prosek – Nad Jetelkou – Náměstí Lidových milicí – Nádraží Vysočany (T) – VYSOČANY, OÚNZ |
| 506         | 27. října 1988     | linka zrušena |
| 506         | 18. listopadu 1995 | je zavedena linka v trase: NÁDRAŽÍ HOSTIVAŘ – Gercenova – Řepčická – Sídliště Horní Měcholupy – Na Vartě – Bolevecká – Livornská – Nové Petrovice – Poliklinika Petrovice – Rezlerova – Sídliště Petrovice – Sídliště Petrovice – Betonárka – Na Vrchách – Picassova – Lidový dům – UHŘÍNĚVES. |
| 506         | 1. září 2001       | byla její konečná převedena z hostivařského nádraží do malešického sídliště, z něhož cesta vede v podstatě ulicemi Kutnohorská a Přátelství beze změny na Uhříněvsi. Trasa: SÍDLIŠTĚ MALEŠICE – Černokostelecká – Hutní základna – Malešická továrna – Na Homoli – Průmyslová – Štěrboholská – Kutnohorská – Dolnoměcholupská – Na Návsi – Průmstav – Fruta – Na Vrchách – Picassova – Lidový dům – UHŘÍNĚVES. |
| 506         | 28. května 2006    | v souvislosti s otevřením stanice metra A Depo Hostivař přejmenována nejbližší zastávka Hutní základna na Depo Hostivař. |
| 506         | 2006               | SÍDLIŠTĚ MALEŠICE – Černokostelecká – Depo Hostivař – Malešická továrna – Na Homoli – Průmyslová – Štěrboholská – Kutnohorská – Dolnoměcholupská – Na Návsi – Průmstav – Fruta – Na Vrchách – Picassova – Lidový dům – UHŘÍNĚVES. |
| 506         | 30. srpna 2008     | byla zřízena zastávka Limuzská pro návaznost s linkou 509, pro kterou je zastávka taktéž nově zavedena. Trasa zůstává stejná. |
| 506         | 12. prosince 2010  | je linka přetrasována. Trasa : STRAŠNICKÁ – Nádraží Strašnice – Korytná – Želivecká – Jesenická (T) – Poliklinika Zahradní Město – Hlohová – Centrum Zahradní Město – Topolová – Práčská – Na Groši – Hostivařské náměstí – Selská – Toulcův dvůr – Na Košíku – Přeštická – Donovalská – Litochlebské náměstí – Opatov – Ke Kateřinkám – Metodějova – Háje – Horčičkova – Dolnokřeslická – Křeslice – Hříbková – Nové Pitkovice – K Pitkovičkám – Nové náměstí – Nové náměstí (Z) – Picassova (T) – NÁDRAŽÍ UHŘÍNĚVES. Linka je tak vedena přes užitečnější oblasti než v předchozí verzi, také přes některé oblasti, kde noční obsluha není nebo není dostačující, linka totiž jezdí v trase Strašnická – Nové náměstí v prokladu s linkou 609, navíc nově obsluhuje Strašnice, Záběhlice (hlavně Zahradní Město), Hostivař (hlavně sídliště Košík), Opatov, Háje, Křeslice, Pitkovice a Uhříněves na lepší tramvajovou návaznost v zastávkách Na Groši a Strašnická. |
| 506         | 29. října 2012     | zastávka Na Groši ve směru z centra nahrazena novou zastávkou Obchodní centrum Hostivař. |
| 506         | 13. září 2014      | zastávka Na Groši ve směru do centra nahrazena novou zastávkou Obchodní centrum Hostivař. |
| 906         | 29. dubna 2017     | je linka 506 přečíslována na 906, z důvodu uvolnění číselné řady 5xx spolu se školními linkami pro budoucí meziměstské linky a nově vedena v trase SKALKA – Strašnická – Nádraží Strašnice – Korytná – Želivecká – Jesenická (T) – Poliklinika Zahradní Město – Hlohová – Centrum Zahradní Město – Topolová – Práčská – Na Groši – Hostivařské náměstí – Selská – Toulcův dvůr – Na Košíku – Přeštická – Donovalská – Litochlebské náměstí – Opatov – Ke Kateřinkám – Metodějova – Háje – Horčičkova – Dolnokřeslická – Křeslice – Hříbková – Nové Pitkovice – K Pitkovičkám – Nové náměstí – Nové náměstí – NEDVĚZÍ |
| 906         | 9. prosince 2018   | je nově vedena v trase SKALKA – Strašnická – Nádraží Strašnice – Korytná – Želivecká – Jesenická (T) – Poliklinika Zahradní Město – Hlohová – Centrum Zahradní Město – Topolová – Práčská – Na Groši – Hostivařské náměstí – Selská – Toulcův dvůr – Na Košíku – Přeštická – Donovalská – Mokrá – Litochlebské náměstí – Opatov – Ke Kateřinkám – Zdiměřická – Kateřinky – Ke Smrčině – Na Formance – Ve Vilkách – Formanská – Dolnokřeslická – Křeslice – Hříbková – Nové Pitkovice – K Pitkovičkám – Nové náměstí – Nové náměstí – NEDVĚZÍ |

### 507 / 907
| Číslo linky | Datum              | Trasa |
| ----------- | ------------------ | --- |
| 507         | 7. února 1979      | zavedena v trase SÍDLIŠTĚ JIŽNÍ MĚSTO (Jižní Město) – Jižní Město (Horčičkova) – Betonárka (Háje) – IPS (Modrá škola) – Protivova (Hněvkovského) – Horní Opatov (Mikulova) – Litochlebské náměstí – Na sádce – Chodovec – Na Pahorku – Lešanská – Hlavní – SPOŘILOV |
| 507         | 7. listopadu 1980  | se mění název zastávky Betonárka na Kosmonautů, Sídliště Jižní Město na Jižní Město, Jižní Město na Horčičkova, Horní Opatov na Mikulova a IPS na Modrá škola |
| 507         | 4. listopadu 1984  | je linka zrušena |
| 507         | 1. září 1988       | je zavedena linka v trase SMÍCHOVSKÉ NÁDRAŽÍ – Lihovar – Malá Chuchle – Lahovice – Zbraslavské náměstí |
| 507         | 4. září 1989       | je linka zrušena |
| 507         | 28. květen 2000    | je zavedena linka v trase SMÍCHOVSKÉ NÁDRAŽÍ – Lihovar – Malá Chuchle – Lahovice – Nádraží Radotín (T) – Sídliště Radotín (T) – Zbraslavské náměstí – Sídliště Zbraslav – Lahovice – Lihovar – SMÍCHOVSKÉ NÁDRAŽÍ |
| 507         | 29. listopadu 2003 | je vedena linka v trase SMÍCHOVSKÉ NÁDRAŽÍ – Lihovar – Malá Chuchle – Lahovice – Zbraslavské náměstí – SÍDLIŠTĚ ZBRASLAV |
| 907         | 29. dubna 2017     | je linka 507 přečíslována na 907, z důvodu uvolnění číselné řady 5xx spolu se školními linkami pro budoucí meziměstské linky. |
| 907         | 8. října 2017      | je linka 907 vedena v trase PŘEDNÍ KOPANINA – U Václava – NEBUŠICE – Škola Nebušice – Průhonský háj – Jenerálka – Bořislavka – Hanspaulka – Zelená – Nemocnice Bubeneč – Hradčanská (v zastávce autobusové linky 131) – Náměstí Republiky – Masarykovo nádraží – Hlavní nádraží – Muzeum (T) – I. P. Pavlova (Z) – Zborovská – Anděl – Smíchovské nádraží – Lihovar – Malá Chuchle – Lahovice – Zbraslavské náměstí – Žabovřeská (T) – Elišky Přemyslovny (Z) – U Včely (Z) – Sídliště Zbraslav (Z) – Peluněk – U Kapličky – LIPENCE. sled zastávek v úseku Hlavní nádraží – Anděl (směr Lipence): Hlavní nádraží – Muzeum – Ve Smečkách (v nově zřízené zastávce v Žitné ulici) – Karlovo náměstí (v zastávce autobusů) – Palackého náměstí (v zastávce tramvají a autobusů u vstupu do metra) – Zborovská (v zastávce tramvají v Lidické ulici) – Anděl (v zastávce tramvají v Nádražní ulici). sled zastávek v úseku Anděl – Hlavní nádraží (směr Přední Kopanina): Anděl (v zastávce tramvají v Plzeňské ulici) – Zborovská (v zastávce tramvají v Lidické ulici) – Jiráskovo náměstí (v zastávce autobusů) – Štěpánská – I. P. Pavlova (v zastávkách autobusů v ulicích Sokolská a Legerova) – Hlavní nádraží |
| 907         | 30. března 2019    | prodloužení noční linky na letiště Václava Havla: LETIŠTĚ (Z) – Terminál 2 (Z) – TERMINÁL 1 – Terminál 2 (T) – Schengenská (T) – K Tuchoměřicům – Přední Kopanina – U Václava – Nebušice – Škola Nebušice – Průhonský háj – Jenerálka – Bořislavka – Hanspaulka – Zelená – Nemocnice Bubeneč – Hradčanská – Náměstí Republiky – Masarykovo nádraží – Hlavní nádraží – Muzeum (T) – I. P. Pavlova (Z) – Zborovská – Anděl – Smíchovské nádraží – Lihovar – Malá Chuchle – Lahovice – Zbraslavské náměstí – Žabovřeská (T) – Elišky Přemyslovny (Z) – U Včely (Z) – Sídliště Zbraslav (Z) – Peluněk – U Kapličky – LIPENCE |
| 907         | 28. srpna 2021     | zřizuje se zastávka Muzeum ve směru Letiště |
| 907         | 1. září 2022       | Změna trasy: LETIŠTĚ (Z) – Terminál 2 (Z) – TERMINÁL 1 – Terminál 2 (T) – Schengenská (T) – K Tuchoměřicům – Přední Kopanina – U Václava – Nebušice – Škola Nebušice – Průhonský háj – Jenerálka – Bořislavka – Hanspaulka – Zelená – Nemocnice Bubeneč – Hradčanská – Náměstí Republiky – Masarykovo nádraží – Hlavní nádraží – Muzeum (T) – I. P. Pavlova (Z) – Zborovská – Anděl – Smíchovské nádraží – Lihovar – Malá Chuchle – Lahovice – Zbraslavské náměstí – Elišky Přemyslovny (Z) – U Včely – Žabovřesky – Na Drahách – Pod Zatáčkou – BANĚ |

### 508 / 908
| Číslo linky | Datum              | Trasa |
| ----------- | ------------------ | --- |
| 508         | 1. února 1971      | Linka zavedena pod označením 337 v trase: SMÍCHOV, ANDĚL – Ženské domovy (Z) – Santoška – Václavka – Malvazinky – Urbanova – Farkáň – Motorlet – Hutmanka – Vidoule – JINONICE |
| 508         | 9. května 1974     | Linka vzniká přečíslováním linky 337 v rámci přečíslování nočních linek z číselné rady 3xx na číselnou řadu 5xx v trase: SMÍCHOV, ANDĚL – Ženské domovy (Z) – Santoška – Václavka – Malvazinky – Urbanova – Farkáň – Motorlet – Hutmanka - Vidoule – JINONICE |
| 508         | 3. listopadu 1985  | je prodloužena do trasy MOSKEVSKÁ – Ženské domovy (Z) – Santoška – Václavka – Malvazinky – Urbanova – Farkáň – Motorlet – Hutmanka – Vidoule – Karlštejnská (Z) – Mládí – Kovářova – Alexandrova – Šostakovičovo náměstí (Stodůlky) – Lýskova – Bílý Beránek – Plzeňská – Motol – Kukulova – Břevnov, Vypich |
| 508         | 27. října 1988     | je zkrácena do trasy MOSKEVSKÁ – Ženské domovy (Z) – Santoška – Václavka – Malvazinky – Urbanova – Farkáň – U Waltrovky – Hutmanka – Vidoule – Švermova – Malá Ohrada – Luka – STODŮLKY. |
| 508         | 22. února 1990     | se mění název zastávky Moskevská na Na Knižecí a Švermova na Jinonice |
| 508         | 11. ledna 1992     | je vedena v trase ANDĚL – Ženské domovy (Z) – Santoška – Václavka – Malvazinky – Urbanova – Farkáň – U Waltrovky – Hutmanka – Vidoule – Švermova – Malá Ohrada – Luka – STODŮLKY. |
| 508         | 11. listopadu 1994 | se mění název zastávky Stodůlky na Sídliště Stodůlky |
| 508         | 11. listopadu 1994 | je vedena v trase ANDĚL – Ženské domovy (Z) – Santoška – Václavka – Malvazinky – Urbanova – Farkáň – U Waltrovky – Hutmanka – Vidoule – Jinonice – Nové Butovice – Malá Ohrada – Luka – SÍDLIŠTĚ STODŮLKY. |
| 508         | 3. ledna 1995      | je vedena v trase ANDĚL – Ženské domovy (Z) – Santoška – Václavka – Malvazinky – Urbanova – Farkáň – U Waltrovky – Hutmanka – Vidoule – Jinonice – Nové Butovice – Hůrka – Malá Ohrada – Luka – SÍDLIŠTĚ STODŮLKY. |
| 508         | 1. září 2001       | je vedena v trase ANDĚL – Ženské domovy (Z) – Santoška – Václavka – Malvazinky – Urbanova – Farkáň – U Waltrovky – Hutmanka – Vidoule – Jinonice – Nové Butovice – Hůrka – Malá Ohrada – Velká Ohrada – Luka – SÍDLIŠTĚ STODŮLKY. |
| 508         | 7. března 2005     | je změněna trasa. Nyní přenechává obsluhu Malvazinek 501 a vydává se do Jinonic a dál přes Radlice. Trasa: ANDĚL – Na Knížecí – Křížová (Z) – Laurová – Škola Radlice – Radlická – Jinonice – Nové Butovice – Hůrka – Malá Ohrada – Velká Ohrada – Luka – SÍDLIŠTĚ STODŮLKY. |
| 508         | 30. srpna 2015     | je linka zrušena |
| 908         | 29. dubna 2017     | Linka je opět obnovena pod číselným označením 908 v trase ANDĚL – Ženské domovy (Z) – Santoška – Malvazinky – U Waltrovky – Vidoule – JINONICE. |
| 908         | 8. října 2017      | je vedena v trase JINONICE – Vidoule – U Waltrovky – Malvazinky – Ženské domovy (T) – Anděl – Zborovská – I. P. Pavlova (T) – Muzeum (Z) – Hlavní nádraží – Masarykovo nádraží – Florenc – Tachovské náměstí – Ohrada – Basilejské náměstí – Třebešín – Na Palouku – Sídliště Malešice – Limuzská – Michelangelova – Ústřední – Dolní Měcholupy – Dubeček – Dubeč – KOLODĚJE. sled zastávek v úseku Anděl – Hlavní nádraží (směr Koloděje): Anděl (v zastávce tramvají v Plzeňské ulici) – Zborovská (v zastávce tramvají v Lidické ulici) – Jiráskovo náměstí (v zastávce autobusů) – Štěpánská – I. P. Pavlova (v zastávkách autobusů v ulicích Sokolská a Legerova) – Hlavní nádraží. sled zastávek v úseku Hlavní nádraží – Anděl (směr Jinonice): Hlavní nádraží – Muzeum – Ve Smečkách (v nově zřízené zastávce v Žitné ulici) – Karlovo náměstí (v zastávce autobusů) – Palackého náměstí (v zastávce tramvají a autobusů u vstupu do metra) – Zborovská (v zastávce tramvají v Lidické ulici) – Anděl (v zastávce tramvají v Plzeňské ulici). |
| 908         | 29. června 2019    | je prodloužena do trasy JINONICE – Vidoule – U Waltrovky – Malvazinky – Ženské domovy (T) – Anděl – Zborovská – I. P. Pavlova (T) – Muzeum (Z) – Hlavní nádraží – Masarykovo nádraží – Florenc – Tachovské náměstí – Ohrada – Basilejské náměstí – Třebešín – Na Palouku – Sídliště Malešice – Limuzská – Michelangelova – Ústřední – Dolní Měcholupy – Dubeček – Dubeč – Koloděje – Kvasinská – Ježovická – Druhanická (Z) – Pošta Újezd nad Lesy – Újezd nad Lesy – Hulická – Smiřická – Smržovská – Bazar – Přimské náměstí – KLÁNOVICE |
| 908         | 6. ledna 2020      | Poslední pár spojů je nově veden přes zastávku Nádraží Klánovice-sever. |
| 908         | 28. srpna 2021     | zřizuje se zastávka Muzeum ve směru Klánovice |

### 509 / 909
| Číslo linky | Datum             | Trasa |
| ----------- | ----------------- | --- |
| 509         | 20. dubna 1970    | Linka zavedena pod označením 257 v trase: VYCHOVATELNA – Prosek |
| 509         | 1. února 1971     | linka 257 přečíslovaná na linku 357 |
| 509         | 31. prosince 1971 | prodloužena do trasy: VYCHOVATELNA – Prosek – Garáže Klíčov – Letňany – NÁDRAŽÍ ČAKOVICE. |
| 509         | 9. května 1974    | Linka vzniká přečíslováním linky 357 v rámci přečíslování nočních linek z číselné rady 3xx na číselnou řadu 5xx. Trasa: VYCHOVATELNA/BULOVKA (výlukově v roce 1980) – Prosek – Garáže Klíčov – Letňany – NÁDRAŽÍ ČAKOVICE. |
| 509         | 27. října 1988    | prodloužena k Masarykovu nádraží. Trasa: MASARYKOVO NÁDRAŽÍ – Bílá Labuť – Vltavská – Holešovice – Bulovka – Madlina – Liberecká – Prosek – Garáže Klíčov – Tupolevova – NÁDRAŽÍ ČAKOVICE. Linka již není napáječem na tramvaj, sama jezdí přímo do centra. |
| 509         | 1. září 2001      | linka na obou koncích upravena: ČAKOVICE – U Pošty – Nádraží Čakovice – Tupolevova – Garáže Klíčov – Prosek – Liberecká – Madlina – Bulovka – Vltavská – Dlouhá třída – Náměstí Republiky – Bílá Labuť – FLORENC. |
| 509         | 2. září 2002      | linka diametrálně prodloužena až do Modřan, kde nahrazuje přetrasovanou 504. Trasa: ČAKOVICE – U Pošty – Nádraží Čakovice – Tupolevova – Garáže Klíčov – Prosek – Liberecká – Madlina – Bulovka – Vltavská – Dlouhá třída – Náměstí Republiky – Masarykovo nádraží – Hlavní nádraží – Muzeum – I.P. Pavlova – Vyšehrad – Pražského povstání – Pankrác – Zelená liška – Budějovická – Brumlovka – Vyskočilova – Pod Dálnicí – Kačerov – Michelský les – Nemocnice Krč – Zálesí – Sulická – Novodvorská – Lhotka – Sídliště Lhotka – Hasova – Labe – Družná – Tylova čtvrť – Poliklinika Modřany – Platónova – Petržílova – Pavelkova – NA BERÁNKU. |
| 509         | 20. května 2003   | je zastávka Na Hranici zrušena – linka je vedeny nově vybudovanými prodlouženími ul. Prosecká a Tupolevova. Náhradou za zrušenou zastávku je zřízena zastávka Výstaviště Letňany. |
| 509         | 1. září 2005      | se mnění název zastávky U Pošty na Čakovický zámek |
| 509         | 2006              | ČAKOVICE – Čakovický zámek – Nádraží Čakovice – Tupolevova – Garáže Klíčov – Prosek – Liberecká – Madlina – Bulovka – Vltavská – Dlouhá třída – Náměstí Republiky – Masarykovo nádraží – Hlavní nádraží – Muzeum – I.P. Pavlova – Vyšehrad – Pražského povstání – Pankrác – Zelená liška – Budějovická – Brumlovka – Vyskočilova – Pod Dálnicí – Kačerov – Michelský les – Nemocnice Krč – Zálesí – Sulická – Novodvorská – Lhotka – Sídliště Lhotka – Hasova – Labe – Družná – Tylova čtvrť – Poliklinika Modřany – Platónova – Petržílova – Pavelkova – NA BERÁNKU                                                                              |
| 509         | 30. srpna 2008    | dochází ke kompletní změně trasy: FLORENC – Bílá Labuť – Masarykovo nádraží – U Památníku – Tachovské náměstí – Černínova – Ohrada (Z) – Biskupcova (T) – Basilejské náměstí – Malešická – Třebešín – Na Palouku – Hostýnská – Plaňanská – Sídliště Malešice – Limuzská – V Rybníčkách – Skalka – Na Padesátém – Zahradní Město – Centrum Zahradní Město – Topolová – Práčská – Na Groši – Hostivařské náměstí – Selská – Toulcův Dvůr – Na Košíku – Přeštická – Brodského – Benkova – Pod Chodovem – CHODOV. Je zřízená zastávka Limuzská pro přestup na linku 506, pro kterou je také zřízena nově. V Čakovicích je linka nahrazena linkou 511  |
| 509         | 1. července 2010  | ruší se zastávka Biskupcova a zavádí se zastávka Ohrada. Také je přejmenována zastávka V Rybníčkách na Donatellova. |
| 509         | 12. prosince 2010 | linka přetrasována. Trasa: FLORENC – Bílá Labuť – Masarykovo nádraží – U Památníku – Tachovské náměstí – Černínova – Ohrada – Basilejské náměstí – Malešická – Třebešín – Na Palouku – Hostýnská – Plaňanská – Sídliště Malešice – Limuzská – Donatellova – Michelangelova – Plošná – Mokřanská – Myšlínská – Kablo (T) – Barvy a laky – Radiová – Ústřední – Kutnohorská – Dolnoměcholupská – Dolní Měcholupy – K Dubečku – Dubeček – Lázeňka – Za Pavilonem (T) – Škola Dubeč – DUBEČ. Je tím nově zajištěna obsluha Dubče a okrajově i Štěrbohol, Dolní Měcholupy mají také náhradní obsluhu za přetrasovanou 506.                             |
| 909         | 29. dubna 2017    | linka 509 přečíslována na 909, z důvodu uvolnění číselné řady 5xx spolu se školními linkami pro budoucí meziměstské linky. |
| 909         | 8. října 2017     | je vedena v trase SUCHDOL – Zemědělská univerzita – V Podbabě – Nádraží Podbaba – Vítězné náměstí – Hradčanská – Náměstí Republiky – Florenc – Tachovské náměstí – Ohrada – Basilejské náměstí – Třebešín – Na Palouku – Sídliště Malešice – Limuzská – Černokostelecká – Depo Hostivař – Teplárna Malešice – Tiskařská – Pávovské náměstí – Jahodnice – Nádraží Dolní Počernice – Nádraží Běchovice – Újezd nad Lesy – SÍDLIŠTĚ ROHOŽNÍK (v úseku Limuzská – Dubeč je nahrazena linkou 908) |
| 909         | 28. srpna 2021    | se mění název zastávky Černokostelecká na Nové Strašnice |

### 510 / 910
| Číslo linky | Datum            | Trasa |
| ----------- | ---------------- | --- |
| 510         | 7. února 1979    | zavedena v trase RUZYNĚ, NOVÉ LETIŠTĚ – U hangáru – Na Padesátníku – Správa letišť – K letišti – Dědina – Nová Šárka – LIBOC, DIVOKÁ ŠÁRKA |
| 510         | 23. ledna 1999   | je vedena v trase LETIŠTĚ RUZYNĚ – U hangáru – Na Padesátníku – Správa letišť– K letišti – Sídliště na Dědině – DIVOKÁ ŠÁRKA |
| 510         | 1. července 2005 | je vedena v trase LETIŠTĚ RUZYNĚ – U hangáru – Na Padesátníku – Správa letišť– K letišti – Sídliště na Dědině – Divoká Šárka – Petřiny – Vypich – Šafránecká – Nemocnice Motol – Motol – K Vidouli – Bucharova – Nárožní – Nová Kolonie – Mládí – Kovářova – SÍDLIŠTĚ STODŮLKY |
| 510         | 17. ledna 2006   | prodloužena do trasy: LETIŠTĚ RUZYNĚ (Z) – Terminál Sever 2 (Z) – TERMINÁL SEVER 1 – Terminál Sever 2 (T) – Letiště Ruzyně (Z) – U hangáru – Na Padesátníku – Terminál Jih– K letišti – Sídliště na Dědině – Divoká Šárka – Petřiny – Vypich – Šafránecká – Nemocnice Motol – Motol – K Vidouli – Bucharova – Nárožní – Nová Kolonie – Mládí – Kovářova – SÍDLIŠTĚ STODŮLKY |
| 510         | 9. prosince 2007 | přejmenovány zastávky Terminál Sever 1, Terminál Sever 2 a Terminál Jih na Terminál 1, Terminál 2 a Terminál 3 |
| 510         | 30. srpna 2008   | je linka odkloněna: LETIŠTĚ RUZYNĚ (Z) – Terminál 2 (Z) – TERMINÁL 1 – Terminál 2 (T) – Letiště Ruzyně (T) – U hangáru – Na Padesátníku – Terminál 3 – K letišti – Sídliště na Dědině – Divoká Šárka – Petřiny – Vypich – Štefkova – U Ladronky – Rozýnova – Televizní věž – Stadion Strahov – U Palaty – Hřebenka – Holečkova – Kobrova – Švandovo divadlo – Arbesovo náměstí – Jiráskovo náměstí – Štěpánská (T) – Palackého náměstí (Z) – Karlovo náměstí (Z) – I.P.Pavlova – Vyšehrad – Pražského povstání – Pankrác – Zelená liška – Budějovická – Na Rolích – Na Návrší – Kačerov – Michelský les – Nemocnice Krč – Zálesí – Sulická – Novodvorská – Lhotka – Sídliště Lhotka – Hasova – Labe – Družná – Tylova čtvrť – Poliklinika Modřany – Platónova – Pavelkova – NA BERÁNKU. |
| 510         | 5. října 2012    | konečná zastávka přejmenována z Letiště Ruzyně na Letiště a nácestná zastávka Letiště Ruzyně na Schengenská |
| 510         | 29. června 2013  | je zřízena zastávka Brumlovka |
| 510         | 6. ledna 2014    | nasazeny kloubové autobusy, zrušeny zastávky Libocká a Holečkova |
| 910         | 29. dubna 2017   | je linka 510 přečíslována na 910, z důvodu uvolnění číselné řady 5xx spolu se školními linkami pro budoucí meziměstské linky |
| 910         | 1. října 2017    | ve směru Na Beránku vedena v trase Jiráskovo náměstí – Myslíkova – Štěpánská – I. P. Pavlova. Ve směru Letiště vedena v trase I. P. Pavlova – Ve Smečkách – Karlovo náměstí – Palackého náměstí – Jiráskovo náměstí |
| 910         | 5. června 2021   | je zřízena zastávka Kotorská |

### 511 / 911
| Číslo linky | Datum             | Trasa |
| ----------- | ----------------- | --- |
| 511         | 7. února 1979     | zavedena v trase Žižkov, Ohrada – Černínova – Tachovské náměstí – U památníku – Bolzanova – Hlavní nádraží – Václavské náměstí |
| 511         | 4. listopadu 1984 | je linka zrušena |
| 511         | 23. ledna 1999    | Linka zavedena kvůli nedostačují kapacitě linky 505, která spojuje sídliště Jižní Město s centrem města. Linka se vypravila v trase: MASARYKOVO NÁDRAŽÍ – Hlavní nádraží – Muzeum (T) – I.P.Pavlova – Vyšehrad – Pražského povstání – Pankrác – Budějovická – Na Rolích – Spořilov – Hlavní (Z) – Lešanská (T) – Na Pahorku – Dědinova – Chodov – Na Jelenách – Opatov – Bachova – Mikulova – Hněvkovského – Modrá Škola – HÁJE. Linka však kvůli nízké využívanosti vedle 505 ztrácí význam. |
| 511         | 1. září 2001      | přestává obsluhovat Spořilov a Krč, kde samotná 505 dostačuje, a po zastávce Dědinova jede přes ulici 5. května rovnou na I.P. Pavlova a dále po stejné trase. Změněna je i na Jižním Městě, kde opouští méně využívané oblasti (kolem zastávek Mikulova a Jarníkova) a dostává se tak na využívanější a neobsloužené oblasti (kolem zast. Ke Kateřinkám a U Kunratického lesa). Přichází také prodloužení na Nádraží Hostivař přes Sídliště Horní Měcholupy a Sídliště Petrovice, tyto oblasti ji přebírá od 505, která je zkrácena na Jižní Město. Na druhé straně je prodloužena na Florenc. Trasa: FLORENC – Bílá Labuť – Masarykovo nádraží – Hlavní nádraží – Muzeum (T) – I.P. Pavlova – Dědinova – Petýrkova – U Kunratického lesa – Volha – U Dálnice – Ke Kateřinkám – Metodějova – Háje – Horčičkova – Jakobiho – Sídliště Petrovice – Rezlerova – Lessnerova – Nové Petrovice – Livornská – Bolevecká – Na Vartě – Sídliště Horní Měcholupy – Řepčická – Gercenova – NÁDRAŽÍ HOSTIVAŘ. Na linku byly poprvé nasazeny klubové vozy.         |
| 511         | 1. září 2005      | se mení název zastávky Lessnerova na Poliklinika Petrovice |
| 511         | 11. prosince 2005 | byl vytvořen jednosměrný závlek do zastávek Pankrác, Pražského povstání a Vyšehrad ve směru do centra. Pražského povstání a Vyšehrad byly po nějaké době zrušeny. Trasa: FLORENC – Bílá Labuť – Masarykovo nádraží – Hlavní nádraží – Muzeum (T) – I.P. Pavlova – Vyšehrad (Z) – Pražského povstání (Z) – Pankrác (Z) – Dědinova – Petýrkova – U Kunratického lesa – Volha – U Dálnice – Ke Kateřinkám – Metodějova – Háje – Horčičkova – Jakobiho – Sídliště Petrovice – Rezlerova – Poliklinika Petrovice – Nové Petrovice – Livornská – Bolevecká – Na Vartě – Sídliště Horní Měcholupy – Řepčická – Gercenova – NÁDRAŽÍ HOSTIVAŘ |
| 511         | 28. května 2006   | se se mění název zastávky Sídliště Horní Měcholupy na Boloňská, Poliklinika Petrovice (jen směr „Na Vartě“) na Veronské náměstí a Rezlerova (jen směr „Na Vartě“) na Poliklinika Petrovice |
| 511         | 30. srpna 2008    | prodloužena do diametrální podoby kopírující hlavní tepny oblastí kolem trasy metra C. Trasa: ČAKOVICE – Čakovický zámek – Nádraží Čakovice – Obchodní centrum Čakovice – Trutnovská – Fryčovická – Tupolevova – Dobratická – Výstaviště Letňany – Letňanská – Nový Prosek – Prosek – Prosek – Sídliště Prosek – Střížkov – Teplická (T) – Madlina – Čertův vršek – Bulovka – Vychovatelna (T) – Rokoska – Kuchyňka – Jankovcova – Argentinská – Vltavská – Dlouhá třída – Náměstí Republiky – Masarykovo nádraží – Hlavní nádraží – Muzeum (T) – I.P. Pavlova – Vyšehrad (Z) – Pražského povstání (Z) – Pankrác (Z) – Dědinova – Petýrkova – U Kunratického lesa – Volha – U Dálnice – Ke Kateřinkám – Metodějova – Háje – Horčičkova – Jakobiho – Sídliště Petrovice – Watova (Z) – Poliklinika Petrovice – Veronské náměstí (T) – Nové Petrovice – Livornská – Bolevecká – Na Vartě – Boloňská – Řepčická – Gercenova – NÁDRAŽÍ HOSTIVAŘ. Tím nahrazuje na severu Prahy linky 509 i 513, ze kterých se staly radiální linky či napáječe na tramvaj. |
| 511         | 1. července 2010  | ruší se zastávky Pankrác, Pražského povstání a Vyšehrad ve směru do Čakovic. Zřizuje se místo ní obousměrně zastávka Na Veselí v ulici 5. května nad ulicí Na Veselí. |
| 511         | 12. prosince 2010 | byla obousměrně zřízena zastávka Teplická |
| 911         | 29. dubna 2017    | je linka 511 přečíslována na 911, z důvodu uvolnění číselné řady 5xx spolu se školními linkami pro budoucí meziměstské linky. |
| 911         | 8. října 2017     | prodloužena do diametrální podoby kopírující hlavní tepny oblastí kolem trasy metra C. Trasa: SÍDLIŠTĚ ČAKOVICE – Krystalová – Čakovický zámek – CUKROVAR ČAKOVICE – Nádraží Čakovice – Obchodní centrum Čakovice – Trutnovská – Fryčovická – Tupolevova – Dobratická – Výstaviště Letňany – Letňanská – Nový Prosek – Prosek – Prosek – Sídliště Prosek – Střížkov – Teplická (T) – Madlina – Čertův vršek – Bulovka – Vychovatelna (T) – Rokoska – Kuchyňka – Jankovcova – Argentinská – Vltavská – Dlouhá třída – Náměstí Republiky – Masarykovo nádraží – Hlavní nádraží – Muzeum (T) – I.P. Pavlova – Na Veselí – Dědinova – Petýrkova – U Kunratického lesa – Volha – U Dálnice – Ke Kateřinkám – Metodějova – Háje – Horčičkova – Jakobiho – Sídliště Petrovice – Watova (Z) – Poliklinika Petrovice – Veronské náměstí (T) – Nové Petrovice – Livornská – Bolevecká – Na Vartě – Boloňská – Řepčická – Gercenova – NÁDRAŽÍ HOSTIVAŘ. Vybrané spoje ze zastávky Cukrovar Čakovice pokračují jako linka 915.                                     |
| 911         | 29. června 2019   | ve směru Nádraží Hostivař zřízena zastávka Roztyly |
| 911         | 28. srpna 2021    | zřizuje se zastávka Muzeum ve směru Sídliště Čakovice |

### 512 / 912
| Číslo linky | Datum              | Trasa |
| ----------- | ------------------ | --- |
| 512         | 1. února 1971      | zavedena pod označením 301 v trase Koh-i-noor – Svahová – Bohdalec – Chodovská – Záběhlice – U lípy – Pod vinicí – V korytech – Záběhlická škola – Na Groši – Hostivařské náměstí – Náměstí J. Marata (Hostivařská) – Hornoměcholupská (K Lesoparku) – Řepčická – Sídliště Hornoměcholupská (Gercenova)                                                                                       |
| 512         | 9. května 1974     | Linka vzniká přečíslováním linky 301 v rámci přečíslování nočních linek z číselné rady 3xx na číselnou řadu 5xx v trase: Koh-i-noor – Svahová – Bohdalec – Chodovská – Záběhlice – U lípy – Pod vinicí – V korytech – Záběhlická škola – Na Groši – Hostivařské náměstí – Náměstí J. Marata (Hostivařská) – Hornoměcholupská (K Lesoparku) – Řepčická – Sídliště Hornoměcholupská (Gercenova) |
| 512         | 7. února 1979      | je linka zrušena |
| 512         | 6. března 1981     | je vedena v trase ČERNÝ MOST – Rajská zahrada – Závod SSŽ – Chvaly – Vojická – Nádraží Horní Počernice – Votuzská – Lukavecká – HORNÍ POČERNICE, NA KOVÁRNĚ |
| 512         | 3. ledna 1995      | je vedena v trase LEHOVEC – Svatojánská – Chlumecká – Chvaly – Vojická – Nádraží Horní Počernice – Votuzská – Lukavecká – VE ŽLÍBKU |
| 512         | 8. října 1997      | je vedena v rámci výluky z důvodu výstavby kanalizace v Českobrodské ulici mezi ulicí Národních hrdinů a obratištěm Dolní Počernice v trase LEHOVEC – Svatojánská – Chlumecká – Chvaly – Vojická – Nádraží Horní Počernice – Votuzská – Lukavecká – Ve Žlíbku – Běchovice – Na Vaňhově – Blatov – Újezd nad Lesy – Sudějovická – Zbyslavská – Rohožnická – SÍDLIŠTĚ ROHOŽNÍK                  |
| 512         | 15. listopadu 1997 | navrácena do původní trasy LEHOVEC – Svatojánská – Chlumecká – Chvaly – Vojická – Nádraží Horní Počernice – Votuzská – Lukavecká – VE ŽLÍBKU |
| 512         | 9. listopadu 1998  | se mění název zastávky Chlumecká na Černý Most, zrušena zastávka Svatojánská |
| 512         | 1. září 2001       | je vedena v trase LEHOVEC – Hejtmanská – Generála Janouška – Kapitána Stránského – Breitcetlova – Černý Most – Chvaly – Vojická – Nádraží Horní Počernice – Votuzská – Lukavecká – VE ŽLÍBKU |
| 912         | 29. duben 2017     | je linka 512 přečíslována na 912, z důvodu uvolnění číselné řady 5xx spolu se školními linkami pro budoucí meziměstské linky. |
| 912         | 1. září 2018       | je vedena v trase HLOUBĚTÍNSKÁ – Hloubětín – Sídliště Hloubětín – Sídliště Lehovec – Žárská – Hejtmanská – Generála Janouška – Kapitána Stránského – Breitcetlova – Černý Most – Chvaly – Vojická – Nádraží Horní Počernice – Divadlo Horní Počernice – Lukavecká – VE ŽLÍBKU |
| 912         | 30. březen 2019    | je linka navrácena do původní trasy: LEHOVEC – Hejtmanská – Generála Janouška – Kapitána Stránského – Breitcetlova – Černý Most – Chvaly – Vojická – Nádraží Horní Počernice – Divadlo Horní Počernice – Lukavecká – VE ŽLÍBKU |

### 513 / 913
| Číslo linky | Datum            | Trasa |
| ----------- | ---------------- | --- |
| 513         | 2. září 2002     | Linka zavedena v trase: SÍDLIŠTĚ LHOTKA – Novodvorská – Kačerov – Budějovická – I. P. Pavlova – Bulovka – Prosek – Garáže Klíčov – Na Hranici – Tupolevova – Krausova – Avia Letňany – Letňany – Toužimská – Letecké opravny – JILEMNICKÁ |
| 513         | 20. května 2003  | je zastávka Na Hranici zrušena – linka je vedeny nově vybudovanými prodlouženími ul. Prosecká a Tupolevova. Náhradou za zrušenou zastávku je zřízena zastávka Výstaviště Letňany. |
| 513         | 9. prosince 2007 | Jeden pár spojů prodloužen na Vinoř. Trasa: SÍDLIŠTĚ LHOTKA – Novodvorská – Kačerov – Budějovická – I. P. Pavlova – Bulovka – Prosek – Garáže Klíčov – Výstaviště Letňany – Tupolevova – Krausova – Avia Letňany – Letňany – Toužimská – Letecké opravny – JILEMNICKÁ – Kbely – Mladějovská – Vinořský hřbitov – Lohenická – VINOŘ |
| 513         | 30. srpna 2008   | Změna trasy: PALMOVKA – Divadlo pod Palmovkou (Z) – Stejskalova – U Kříže – Kelerka – Prosecká – Prosek – Garáže Klíčov – Výstaviště Letňany – Boletická – Rychnovská – Toužimská – Letecké opravny – Jilemnická – Kbely – Nymburská – Dřevařská – Satalice – Vinořský hřbitov – Lohenická – VINOŘ Linka je vedená po celé délce souběžně s příměstskou linkou 603. Zároveň poprvé využívá zastávky Garáže Klíčov pro lepší obsluhu Klíčova. |
| 513         | 1. července 2009 | Zastávka Jilemnická přejmenována na Bakovská. |
| 513         | 1. července 2010 | Zastávka Budovatelská přejmenována na Sportareál Satalice. |
| 513         | 29. dubna 2017   | Linka zrušena. |
| 913         | 8. října 2017    | Linka obnovena v trase: DOLNÍ CHABRY – Vozovna Kobylisy – Kobylisy – Ládví – Střížkov – Prosek – Vysočanská – Nádraží Libeň – K Žižkovu – Ohrada – Rokycanova – Olšanské náměstí – Flora – Bělocerkevská – Slavia – Chodovská – Spořilov – Lešanská (T) – Hlavní (Z) – Nad Pahorkem (T) – Choceradská (Z) – Nemocnice Krč – Novodvorská – Libuš – Sídliště Písnice – Písnice – Cholupice – TOČNÁ                                             |
| 913         | 15. ledna 2018   | Na lince se zřizuje obousměrně zastávka Nad Jetelkou, ve směru Dolní Chabry se zřizuje zastávka Chýnovská. Změna trasy v oblasti Prahy 4: ve směru Točná se zřizují zastávky Nové Dvory (v Novodvorské ulici v zast. linky 215). |

### 514 / 914
| Číslo linky | Datum              | Trasa |
| ----------- | ------------------ | --- |
| 514         | 29. listopadu 2003 | Linka zavedena v trase: CHAPLINOVO NÁMĚSTÍ – Poliklinika Barrandov – Štěpařská – Nový Slivenec – V Remízku (T) – Smaragdová (T) – Návětrná (T) – Opálová (Z) – K Holyni – Slivenec – Lochkov – Cementárna Radotín – V Sudech – Safírová – Prvomájová – Nádraží Radotín – Otínská – Na Viničkách (T) – SÍDLIŠTĚ RADOTÍN |
| 514         | 10. prosince 2006  | Linka zrušena. |
| 514         | 12. prosince 2010  | Linka obnovena v trase: ĎÁBLICE – Kokořínská – Na Štamberku – U Spojů – Liběchovská – Květnová – Ďáblický hřbitov – SÍDLIŠTĚ ĎÁBLICE |
| 514         | prosinec 2011      | Linka prodloužena do trasy: BŘEZINĚVES – Skládka Ďáblice – Ďáblice – Kokořínská – Na Štamberku – U Spojů – Liběchovská – Květnová – Ďáblický hřbitov – SÍDLIŠTĚ ĎÁBLICE |
| 914         | 29. dubna 2017     | Linka přečíslována z důvodu uvolnění číselné řady 5xx spolu se školními linkami pro budoucí meziměstské linky. |
| 914         | 15. ledna 2018     | Linka prodloužena do trasy: BŘEZINĚVES – Skládka Ďáblice – Ďáblice – Kokořínská – Na Štamberku – U Spojů – Liběchovská – Květnová – Ďáblický hřbitov – Sídliště Ďáblice – TŘEBENICKÁ V zastávce Třebenická je možný přestup na linku 913.                                                                              |

### 515 / 915
| Číslo linky | Datum             | Trasa |
| ----------- | ----------------- | --- |
| 515         | 12. prosince 2010 | Linka zavedena v trase: HRADČANSKÁ – Vítězné náměstí – Lotyšská – Na Santince – Juliska – U Matěje – Špitálka – Dyrinka – Hanspaulka – Horoměřická – Jenerálka – Nad Habrovkou – Průhonský háj – Na Parcelách – Škola Nebušice – K Noskovně – NEBUŠICE Nahrazuje tak polonoční linku 131, která jezdila z Hradčanské na Bořislavku (pro pokračování na Nebušice přesměrována na Horoměřickou). |
| 515         | 16. prosinec 2011 | Zrušen poslední spoj linky 131 v trase Bořislavka – Hradčanská a v této trase je veden spoj linky 515 kvůli sjednocení času ukončení provozu denních linek a nástupu nočních linek. Je také zrušena zastávka Lotyšská pro všechny spoje. |
| 515         | 7. dubna 2015     | se mění název zastávky Horoměřická na Bořislavka, zrušena zastávka Bořislavka v obratišti, zřízena zastávka Sušická ve směru Nebušice |
| 915         | 29. dubna 2017    | Linka přečíslována z důvodu uvolnění číselné řady 5xx spolu se školními linkami pro budoucí meziměstské linky. |
| 915         | 8. října 2017     | Změna trasy: CUKROVAR ČAKOVICE – Nádraží Čakovice – Ke Stadionu – Nám. J. Berana – Čakovice – Radonická – MIŠKOVICE. |

### 516 / 916
| Číslo linky | Datum             | Trasa |
| ----------- | ----------------- | --- |
| 516         | 12. prosince 2010 | Linka zavedena v trase: ÚJEZD NAD LESY – Hulická – Smiřická – Smržovská – Bazar – Přímské náměstí – KLÁNOVICE V provozu pouze v uvedeném směru, jeden spoj v 1:53 z Újezda nad Lesy ve směru Klánovice. V provozu pouze o páteční a sobotní noci.                                                      |
| 516         | 11. prosince 2011 | Linka zrušena. |
| 916         | 4. ledna 2021     | linka obnovena pod číslem 916 v trase PALMOVKA – Kundratka – Kelerka – Prosecká – Prosek – Nový Prosek – Letňanská – Výstaviště Letňany – Boletická – Rychnovská – Toužimská – Kbelský lesopark – Sportovní centrum Kbely – Bakovská – Kbely – Kbely – Mladějovská – Vinořský zámek – VINOŘSKÝ HŘBITOV |

### 917
| Číslo linky | Datum         | Trasa |
| ----------- | ------------- | --- |
| 917         | 1. září 2022  | Linka zavedena v trase: Obchodní náměstí – Nádraží Modřany – Cukrovar Modřany – Komořany – Na Šabatcee – Nad Závistí – Závist – Nádraží Zbraslav – Most Závodu Míru – Zbraslavské náměstí – Žabovřeská (T) – Elišky Přemyslovny (Z) – U Včely (Z) – Sídliště Zbraslav (Z) – Peluněk – U Kapličky – Škola Lipence – Lipence |
| 917         | 3. ledna 2023 | linka nově zajíždí do zastávek Do Koutů a Nové Komořany |

## Příměstské linky

### 601 / 951
| Číslo linky | Datum              | Trasa |
| ----------- | ------------------ | --- |
| 601         | 29. listopadu 2003 | Linka zavedena v trase: CHAPLINOVO NÁMĚSTÍ – Poliklinika Barrandov – Štěpařská – Nový Slivenec – V Remízku (T) – Smaragdová (T) – Návětrná (T) – Opálová (Z) – K Holyni – Slivenec – Lochkov – Cementárna Radotín – V Sudech – Safírová – Prvomájová – Nádraží Radotín – Otínská – Na Viničkách (T) – Sídliště Radotín – ČERNOŠICE, VRÁŽ, U TRANSFORMÁTORU                                 |
| 601         | únor 2004          | Linka prodloužena do trasy: CHAPLINOVO NÁMĚSTÍ – Poliklinika Barrandov – Štěpařská – Nový Slivenec – V Remízku (T) – Smaragdová (T) – Návětrná (T) – Opálová (Z) – K Holyni – Slivenec – Lochkov – Cementárna Radotín – V Sudech – Safírová – Prvomájová – Nádraží Radotín – Otínská – Na Viničkách (T) – Sídliště Radotín – Černošice, Vráž, U transformátoru – Lety – ŘEVNICE, NÁMĚSTÍ   |
| 601         | červen 2005        | Linka zkrácena do trasy: CHAPLINOVO NÁMĚSTÍ – Poliklinika Barrandov – Štěpařská – Nový Slivenec – V Remízku (T) – Smaragdová (T) – Návětrná (T) – Opálová (Z) – K Holyni – Slivenec – Lochkov – Cementárna Radotín – V Sudech – Safírová – Prvomájová – Nádraží Radotín – Otínská – Na Viničkách (T) – Sídliště Radotín – Černošice, Vráž, U transformátoru – LETY                         |
| 601         | 10. prosince 2006  | Na linku přidán navíc vložený spoj v trase SÍDLIŠTĚ RADOTÍN – Nádraží Radotín – Lochkov – Slivenec – CHAPLINOVO NÁMĚSTÍ |
| 601         | 9. prosince 2012   | Změna trasy: CHAPLINOVO NÁMĚSTÍ – CHAPLINOVO NÁMĚSTÍ – Poliklinika Barrandov – Štěpařská – Nový Slivenec – V Remízku (T) – Smaragdová (T) – Návětrná (T) – Opálová (Z) – K Holyni – Slivenec – Lochkov – Cementárna Radotín – V Sudech – Safírová – Prvomájová – Nádraží Radotín – Otínská – Na Viničkách (T) – Sídliště Radotín – Černošice, Vráž, U transformátoru – DOBŘICHOVICE, POŠTA |
| 951         | 29. dubna 2017     | Linka přečíslována z důvodu uvolnění číselné řady 6xx pro budoucí městské linky MHD Kladno a meziměstské linky. |

### 602 / 952
| Číslo linky | Datum          | Trasa |
| ----------- | -------------- | --- |
| 602         | červenec 2004  | Linka zavedena v trase: SÍDLIŠTĚ ŘEPY – Strojírenská– Halenkovská – Sídliště Zličín – Depo Zličín – Chrášťany,Scania-Label – Chrášťany – Rudná,U Nádraží – Rudná,Nerudova – Rudná, Hořelice – Nučice, Prokopská náves – Nučice,Rozc.Krahulov – Loděnice – Vráž,U Jelena – Beroun,U černého koně – Beroun,U Zelených – BEROUN, AUT. ST. |
| 602         | září 2004      | Změna trasy: SÍDLIŠTĚ ŘEPY – Strojírenská– Halenkovská – Sídliště Zličín – Zličín – Depo Zličín – Chrášťany,Scania-Label – Chrášťany – Rudná,U Nádraží – Rudná,Nerudova – Rudná, Hořelice – Nučice, Prokopská náves – Nučice,Rozc.Krahulov – Loděnice – Vráž,U Jelena – Beroun,U černého koně – Beroun,U Zelených – BEROUN, AUT. ST.   |
| 952         | 29. dubna 2017 | Linka přečíslována z důvodu uvolnění číselné řady 6xx pro budoucí městské linky MHD Kladno a meziměstské linky. |

### 603 / 953
| Číslo linky | Datum            | Trasa |
| ----------- | ---------------- | --- |
| 603         | červenec 2004    | Linka zavedena v trase: NÁDRAŽÍ LIBEŇ – Prosek – Na Klíčově – Čakovická – Huntířovská – Kbely – Mladějovská – Vinořský hřbitov – Vinoř – Podolanka – Dřevčice – Brandýs n. L.-St. Boleslav, nám. – BRANDÝS N. L.-ST. BOLESLAV, AUT. ST. |
| 603         | 10. června 2007  | Změny trasy: jednosměrně (směr Vinoř) byly zrušeny zastávky Kbely a Mladějovská a z Kbel jezdí linka na Vinoř přes Satalice. V opačném směru trasa zůstává stejná. Trasa: NÁDRAŽÍ LIBEŇ – Prosek – Na Klíčově – Čakovická – Huntířovská – Nymburská (T) – Dřevařská (T) – Budovatelská (T) – Nádraží Satalice (T) – Satalice (T) – Kbely (Z) – Mladějovská (Z) – Vinořský hřbitov – Vinoř – Podolanka – Dřevčice – Brandýs n. L.-St. Boleslav, nám. – BRANDÝS N. L.-ST. BOLESLAV, AUT. ST. |
| 603         | 30. srpna 2008   | Změna trasy: PALMOVKA – Divadlo pod Palmovkou (Z) – Stejskalova – U Kříže – Kelerka – Prosecká – Prosek – Garáže Klíčov – Výstaviště Letňany – Boletická – Rychnovská – Toužimská – Letecké opravny – Jilemnická – Kbely – Nymburská – Dřevařská – Satalice – Vinořský hřbitov – Lohenická – Vinoř (T) – Podolanka – Dřevčice – Brandýs n. L.-St. Boleslav, nám. – BRANDÝS N. L.-ST. BOLESLAV, AUT. ST. Linka je vedená souběžně s městskou linkou 513. Zároveň poprvé využívá zastávky Garáže Klíčov pro lepší obsluhu Klíčova.                                                                                |
| 603         | 1. července 2009 | Zastávka Jilemnická přejmenována na Bakovská. |
| 603         | 1. července 2010 | Zastávka Budovatelská přejmenována na Sportareál Satalice. |
| 953         | 29. dubna 2017   | Linka přečíslována z důvodu uvolnění číselné řady 6xx pro budoucí městské linky MHD Kladno a meziměstské linky. Zrušena zastávka Garáže Klíčov. Nově je vedena přes zastávky Nový Prosek a Letňanská. Trasa: PALMOVKA – Divadlo pod Palmovkou (Z) – Stejskalova – U Kříže – Kelerka – Prosecká – Prosek – Nový Prosek – Letňanská – Výstaviště Letňany – Boletická – Rychnovská – Toužimská – Letecké opravny – Bakovská – Kbely – Nymburská – Dřevařská – Satalice – Vinořský hřbitov – Lohenická – Vinoř (T) – Podolanka – Dřevčice – Brandýs n. L.-St. Boleslav, nám. – BRANDÝS N. L.-ST. BOLESLAV, AUT. ST. |
| 953         | 3. ledna 2019    | Změna trasy: ruší se zastávky Palmovka v ulici Zenklova a Libeňský zámek. Trasa: PALMOVKA – Kundratka – Kelerka – Prosecká – Prosek – Letňanská – Výstaviště Letňany – Boletická – Rychnovská – Toužimská – Letecké opravny – Bakovská – Kbely – Nymburská – Dřevařská – Za Kapličkou (T) – Satalice (Z) – Vinořský hřbitov – Lohenická – Vinoř – Podolanka – Dřevčice – Brandýs n. L.-St. Boleslav, nám. – BRANDÝS N. L.-ST. BOLESLAV, AUT. ST. |
| 953         | 1. září 2019     | Zastávka Letecké opravny přejmenována na Sportovní centrum Kbely, zřízena zastávka Kbelský lesopark |
| 953         | 4. ledna 2021    | Změna trasy: LEHOVEC – Hutě – Jordánská (T) – Lipnická – Sicherova – Sportareál Satalice – Nádraží Satalice (Z) – Za Kapličkou (T) – Satalice (Z) – Vinořský hřbitov – Lohenická – Vinoř – Podolanka – Dřevčice – Brandýs n. L.-St. Boleslav, nám. – BRANDÝS N. L.-ST. BOLESLAV, AUT. ST. |

### 604 / 954
| Číslo linky | Datum             | Trasa |
| ----------- | ----------------- | --- |
| 604         | 1. května 2005    | Linka zavedena v trase: VÍTĚZNÉ NÁMĚSTÍ – Lotyšská – Podbaba – Ve struhách – Hydrologický ústav – V Podbabě – Roztocká – Sedlecký přívoz – Roztoky,Nádraží – ROZTOKY, ROZCESTÍ ŽALOV |
| 604         | 1. září 2011      | se mění název zastávky Ve Struhách na Podbaba a Podbaba na Čínská |
| 604         | 11. prosince 2011 | Linka prodloužena do trasy: VÍTĚZNÉ NÁMĚSTÍ – Lotyšská – Podbaba – Ve struhách – Hydrologický ústav – V Podbabě – Roztocká – Sedlecký přívoz – Roztoky,Nádraží – Roztoky, rozcestí Žalov – Úholičky,V Kopci – Velké Přílepy – Tursko – HOLUBICE |
| 604         | 9. prosince 2012  | Linka prodloužena do trasy: VÍTĚZNÉ NÁMĚSTÍ – Lotyšská – Podbaba – Ve struhách – Hydrologický ústav – V Podbabě – Roztocká – Sedlecký přívoz – Roztoky,Nádraží – Roztoky, rozcestí Žalov – Úholičky,V Kopci – Velké Přílepy – Tursko – Holubice – Svrkyně – LICHOCEVES, NOUTONICE |
| 954         | 29. dubna 2017    | Linka přečíslována z důvodu uvolnění číselné řady 6xx pro budoucí městské linky MHD Kladno a meziměstské linky. |
| 954         | 9. prosince 2018  | Linka prodloužena do trasy: VÍTĚZNÉ NÁMĚSTÍ – Lotyšská – Čínská – Nádraží Podbaba – Hydrologický ústav – V Podbabě – Roztocká – Sedlecký přívoz – Roztoky,Nádraží – Roztoky, rozcestí Žalov – Úholičky,V Kopci – Velké Přílepy – Tursko – Holubice – Svrkyně – Lichoceves, Noutonice – Lichoceves,Noutonice,Nádraží – ČÍČOVICE, MALÉ ČÍČOVICE                                         |
| 954         | 1. července 2023  | Prodloužení spojů v noci Pá/So a So/Ne do trasy Vítězné náměstí – Lotyšská – Čínská – Nádraží Podbaba – Výzkumný ústav vodohospodářský – V Podbabě – Roztocká – Sedlecký přívoz – Roztoky,Nádraží – Roztoky, rozcestí Žalov – Úholičky,V Kopci – Velké Přílepy – Tursko – Holubice – Kralupy nad Vltavou, Minice – Kralupy nad Vltavou, Gymnázium – Kralupy nad Vltavou, Kulturní dům |

### 605 / 955
| Číslo linky | Datum             | Trasa |
| ----------- | ----------------- | --- |
| 605         | 10. prosince 2006 | Linka zavedena v trase: MODRÁ ŠKOLA – Metodějova – Ke Kateřinkám – Zdiměřická – Kateřinky – Ke Smrčině – Formanská – Ve Vilkách – K Sukovu – Průhonice, Komárov – Průhonice, Hole – PRŮHONICE V zastávce Modrá škola vyčkává příjezdu linky 505 z Náměstí Republiky.                                                                       |
| 605         | 14. prosince 2009 | Linka prodloužena do trasy: MODRÁ ŠKOLA – Metodějova – Ke Kateřinkám – Zdiměřická – Kateřinky – Ke Smrčině – Formanská – Ve Vilkách – K Sukovu – Průhonice, Komárov – Průhonice, Hole – Průhonice – Čestlice, Global – Čestlice, Hypernova – Čestlice, Polní – ČESTLICE Zároveň je zastávka Ve Vilkách přejmenována na Formanská a naopak. |
| 955         | 29. dubna 2017    | Linka přečíslována z důvodu uvolnění číselné řady 6xx pro budoucí městské linky MHD Kladno a meziměstské linky. |
| 955         | 9. prosince 2018  | Linka zrušena a částečně nahrazena linkou 906. |
| 955         | 30. března 2019   | Linka obnovena v trase: TERMINÁL 1 – Tuchoměřice, U Dvora – Tuchoměřice, Kněžívka – TUCHOMĚŘICE, OBECNÍ ÚŘAD |
| 955         | 3. ledna 2023     | je linka zrušena |

### 606 / 956
| Číslo linky | Datum           | Trasa |
| ----------- | --------------- | --- |
| 606         | 2. září 2006    | Linka zavedena v trase : BUDĚJOVICKÁ – Brumlovka – Vyskočilova – Pod Dálnicí – Kačerov – Nemocnice Krč – Ústav mateřství – IKEM – Zelené Domky – U Tří svatých – Betáň – U Studánky – Vestec, Safina -Vestec, Obchodní centrum – Vestec, Šátalka – Jesenice, bytovky – JESENICE |
| 606         | 1. září 2009    | Linka prodloužena do trasy: BUDĚJOVICKÁ – Brumlovka – Vyskočilova – Pod Dálnicí – Kačerov – Nemocnice Krč – Ústav mateřství – IKEM – Zelené Domky – U Tří svatých – Betáň – U Studánky – Vestec, Safina – Vestec, Obchodní centrum – Vestec, Šátalka – Jesenice, bytovky – Jesenice – Psáry, Dolní Jirčany – Psáry, Štědřík – PSÁRY |
| 606         | 12. června 2011 | Změna trasy: linka je odkloněna přes Kunratice a prodloužena do Jílového u Prahy. Trasa: BUDĚJOVICKÁ – Brumlovka – Vyskočilova – Pod Dálnicí – Kačerov – Nemocnice Krč – Ústav mateřství – IKEM – Zelené Domky – U Tří svatých – Betáň – U Studánky – Vestec, Safina -Vestec, Obchodní centrum – Vestec, Šátalka – Jesenice, bytovky – Jesenice – Psáry, Dolní Jirčany – Psáry, Štědřík – Psáry – Psáry, Domov Laguna – Jílové u Prahy, rozcestí Radlík – Jílové u Prahy, Radlík – Jílové u Prahy, Pražská (T) – JÍLOVÉ U PRAHY, NÁMĚSTÍ |
| 956         | 29. dubna 2017  | Linka přečíslována z důvodu uvolnění číselné řady 6xx pro budoucí městské linky MHD Kladno a meziměstské linky, ruší se zastávky Kunratice, Kunratická škola a Šeberák, které obsluhuje linka 901, nově vedena přes zastávku Betáň |

### 607 / 957
| Číslo linky | Datum             | Trasa |
| ----------- | ----------------- | --- |
| 607         | 10. prosince 2006 | Linka zavedena v trase: SÍDLIŠTĚ ŘEPY – Halenkovská – Sídliště Zličín – Zličín – Sídliště Zličín – Halenkovská – Starý Zličín – Blatnická – Valtická – Sobín – Hostivice, Na Pískách – Hostivice – Hostivice, stadion – Hostivice, Litovice – Hostivice, Sportovců – Hostivice, Jeneček – HOSTIVICE, VE VILKÁCH |
| 957         | 29. dubna 2017    | Linka přečíslována z důvodu uvolnění číselné řady 6xx pro budoucí městské linky MHD Kladno a meziměstské linky. |

### 608 / 958
| Číslo linky | Datum             | Trasa |
| ----------- | ----------------- | --- |
| 608         | 12. prosince 2010 | Linka zavedena v trase: KOBYLISY – Vozovna Kobylisy – Počeradská – Prunéřovská – Zdiby, u celnice – Zdiby – Zdiby, Veltěž, pošta – Zdiby, Veltěž – Zdiby, Přemyšlení – Klecany, u hřbitova – Klecany, Zdibsko – Klíčany – Odolena Voda, Dolínek, Vodolská – ODOLENA VODA, DOLNÍ NÁMĚSTÍ V provozu pouze v uvedeném směru a pouze o páteční a sobotní noci. Odjezd z Kobylis v 1:30. |
| 608         | 13. prosince 2015 | Linka je nově v provozu celotýdenně a v obou směrech. |
| 958         | 29. dubna 2017    | Linka přečíslována z důvodu uvolnění číselné řady 6xx pro budoucí městské linky MHD Kladno a meziměstské linky. |

### 609 / 959
| Číslo linky | Datum             | Trasa |
| ----------- | ----------------- | --- |
| 609         | 1. září 2010      | Linka zavedena v trase: HÁJE – Háje (T) – Horčičkova – Dolnokřeslická – Křeslice – Hříbková – Nové Pitkovice – K Pitkovičkám – Nové náměstí – Uhříněves – Říčany, prům areál Černokostelecká – Říčany, k železniční stanici – Říčany, u nemocnice – Říčany, Rychta – Tehovec, Vojkov – Mukařov – Louňovice, Na Hrázi I – Louňovice, Na Hrázi II – Vyžlovka – Kozojedy, rozc. – Kostelec n.Č.l., Na Skalce – Kostelec n.Č.l., Trativody – Kostelec n.Č.l., U křížku – KOSTELEC N.Č.L., NÁM. |
| 609         | 12. prosince 2010 | Linka prodloužena do trasy: STRAŠNICKÁ – Nádraží Strašnice – Korytná – Želivecká – Jesenická (T) – Poliklinika Zahradní Město – Hlohová – Centrum Zahradní Město – Topolová – Práčská – Na Groši – Hostivařské náměstí – Selská – Toulcův dvůr – Na Košíku – Přeštická – Donovalská – Litochlebské náměstí – Opatov – Ke Kateřinkám – Metodějova – Háje – Horčičkova – Dolnokřeslická – Křeslice – Hříbková – Nové Pitkovice – K Pitkovičkám – Nové náměstí – Uhříněves – Říčany, prům areál Černokostelecká – Říčany, k železniční stanici – Říčany, u nemocnice – Říčany, Rychta – Tehovec, Vojkov – Mukařov – Louňovice, Na Hrázi I – Louňovice, Na Hrázi II – Vyžlovka – Kozojedy, rozc. – Kostelec n.Č.l., Na Skalce – Kostelec n.Č.l., Trativody – Kostelec n.Č.l., U křížku – KOSTELEC N.Č.L., NÁM. Linka je vedena v prokladu s linkou 506. |
| 609         | 29. října 2012    | zastávka Na Groši ve směru z centra nahrazena novou zastávkou Obchodní centrum Hostivař. |
| 609         | 13. září 2014     | zastávka Na Groši ve směru do centra nahrazena novou zastávkou Obchodní centrum Hostivař. |
| 959         | 29. dubna 2017    | Linka přečíslována z důvodu uvolnění číselné řady 6xx pro budoucí městské linky MHD Kladno a meziměstské linky. |
| 959         | 8. října 2017     | Změna trasy: PALMOVKA – Novovysočanská – Spojovací – Pod Táborem – Sídliště Malešice – Limuzská – Černokostelecká – Depo Hostivař – Průmyslová – Ústřední – Štěrboholy – Dolní Měcholupy – Nové náměstí – Uhříněves – Říčany, prům. areál Černokostelecká – Mukařov – Louňovice, Na Hrázi I – Louňovice, Na Hrázi II – Vyžlovka – Kozojedy, rozc. – Kostelec n.Č.l., Na Skalce – Kostelec n.Č.l., Trativody – Kostelec n.Č.l., U křížku – KOSTELEC N.Č.L., NÁM. |
| 959         | 1. ledna 2020     | Nově vedena v trase: HÁJE – Háje (T) – Horčičkova – Sídliště Petrovice – Na Blanici – Picassova – Nové náměstí – Uhříněves – Říčany, prům areál Černokostelecká – Říčany, k železniční stanici – Říčany, u nemocnice – Říčany, Rychta – Tehovec, Vojkov – Mukařov – Louňovice, Na Hrázi I – Louňovice, Na Hrázi II – Vyžlovka – Kozojedy, rozc. – Kostelec n.Č.l., Na Skalce – Kostelec n.Č.l., Trativody – Kostelec n.Č.l., U křížku – KOSTELEC N.Č.L., NÁM. |

### 610 / 960
| Číslo linky | Datum            | Trasa |
| ----------- | ---------------- | --- |
| 610         | 12. červen 2011  | Linka zavedena v trase: OBCHODNÍ NÁMĚSTÍ – Nádraží Modřany – Dolní Břežany, Obecní úřad – Dolní Břežany, náměstí – Dolní Břežany, škola – Zlatníky-Hodkovice, Břežanská – Zlatníky-Hodkovice, Slunečná – Zlatníky-Hodkovice, u prodejny (T) – ZLATNÍKY-HODKOVICE, NÁVES |
| 610         | 1. červenec 2011 | Změna trasy (nové zastávky na trase): OBCHODNÍ NÁMĚSTÍ – Nádraží Modřany – Cukrovar Modřany – Komořany – Na Šabatce – Dolní Břežany, Obecní úřad – Dolní Břežany, náměstí – Dolní Břežany, škola – Zlatníky-Hodkovice, Břežanská – Zlatníky-Hodkovice, Slunečná – Zlatníky-Hodkovice, u prodejny (T) – ZLATNÍKY-HODKOVICE, NÁVES                                                                                                 |
| 960         | 29. dubna 2017   | Linka přečíslována z důvodu uvolnění číselné řady 6xx pro budoucí městské linky MHD Kladno a meziměstské linky. |
| 960         | 6. března 2022   | Změna trasy (sjednocení s trasou linky 341): OBCHODNÍ NÁMĚSTÍ – Nádraží Modřany – Cukrovar Modřany – Komořany – K Vystrkovu – Baba II – Baba I – Hornocholupická – Na Beránku – Cholupický vrch – Cholupice – Točná – Dolní Břežany, Obecní úřad – Dolní Břežany, náměstí – Dolní Břežany, škola – Zlatníky-Hodkovice, Břežanská – Zlatníky-Hodkovice, Slunečná – Zlatníky-Hodkovice, u prodejny (T) – ZLATNÍKY-HODKOVICE, NÁVES |
| 960         | 1. září 2022     | zrušeno obousměrně zajíždění do zastávek Cukrovar Modřany a Komořany, obsluha těchto zastávek nahrazena linkou 917 |

### 615
| Číslo linky | Datum             | Trasa |
| ----------- | ----------------- | --- |
| 615         | 11. prosince 2011 | Linka zavedena v trase: DEJVICKÁ – Lotyšská – Čínská – Podbaba – Hydrologický ústav – V Podbabě – Břetislavka – Pod Hájem – Žákovská – Lysolaje – Horoměřice – Horoměřice, V Lipkách – Statenice, Černý Vůl, hospoda – Statenice, U kovárny – STATENICE |
| 615         | 4. březen 2012    | Změna trasy: VÍTĚZNÉ NÁMĚSTÍ – Lotyšská – Čínská – Podbaba – Hydrologický ústav – V Podbabě – Břetislavka – Pod Hájem – Žákovská – Lysolaje – Horoměřice – Horoměřice, V Lipkách – Statenice, Černý Vůl, hospoda – Statenice, U kovárny – STATENICE     |
| 615         | 1. červenec 2012  | Linka zrušena |